# Ola conservadora
El término ola conservadora (también conocida como marea azul o giro hacia la derecha) es como se le denomina a una serie de sucesivos gobiernos a la derecha del espectro político en América Latina en los años 2010. La expresión fue acuñada por la prensa brasileña para referirse a la contraparte de la llamada marea rosa (en referencia a los gobiernos latinoamericanos de izquierda en el poder durante la primera década del siglo XXI).
Entre los elementos que conforman esta oleada en la región se incluyen las presidencias de Vicente Fox y Felipe Calderón en México, y de Álvaro Uribe en Colombia; el golpe de Estado de Honduras en 2009, que condujo a  la destitución de Manuel Zelaya; la victoria de Sebastián Piñera en Chile en 2009, Juan Manuel Santos en Colombia en 2010, y Enrique Peña Nieto en México en 2012; la destitución de Fernando Lugo en Paraguay; la victoria de Jimmy Morales en Guatemala y la de Mauricio Macri en Argentina en 2015; el juicio político que llevó a la destitución de Dilma Rousseff en Brasil en 2016, con la ascensión de su vicepresidente Michel Temer; la victoria de Pedro Pablo Kuczynski en Perú en 2016 y la posterior toma de mando de su vicepresidente Martín Vizcarra, de orientación tecnócrata, en 2018; el triunfo de Piñera nuevamente en Chile en las  elecciones de 2017; la cuestionada reelección de Juan Orlando Hernández del Partido Nacional en Honduras en ese mismo año; el ascenso del fundamentalismo  neopentecostal y el empate técnico del candidato conservador Fabricio Alvarado con el oficialista  Carlos Alvarado en las  elecciones del 2018 en Costa Rica;la victoria de Iván Duque en Colombia y Jair Bolsonaro en Brasil ese mismo año; el triunfo de Alejandro Giammattei en la segunda vuelta en las elecciones generales de Guatemala de 2019, sobre la socialdemócrata Sandra Torres, y el triunfo de Luis Lacalle Pou en las elecciones uruguayas de ese mismo año; la renuncia de Evo Morales en Bolivia y con ello la asunción de Jeanine Añez como presidenta interina; el intento de la toma de poder del opositor Juan Guaidó que era presidente del Congreso, proclamándose presidente interino de Venezuela; el triunfo de Guillermo Lasso en las elecciones presidenciales de Ecuador de 2021; la victoria de Rodrigo Chaves en la elección de Costa Rica de 2022; la victoria de Daniel Noboa en Ecuador; Javier Milei en Argentina en 2023 y José Raúl Mulino en Panamá en 2024.
El fenómeno ha sido comparado con la elección de Donald Trump en los Estados Unidos, el Brexit en Reino Unido y el crecimiento de la extrema derecha en Europa (Marine Le Pen en Francia, Matteo Salvini en Italia, los partido Vox en España, Fidesz en Hungría y Ley y Justicia en Polonia).

## La ola en los países

### Argentina

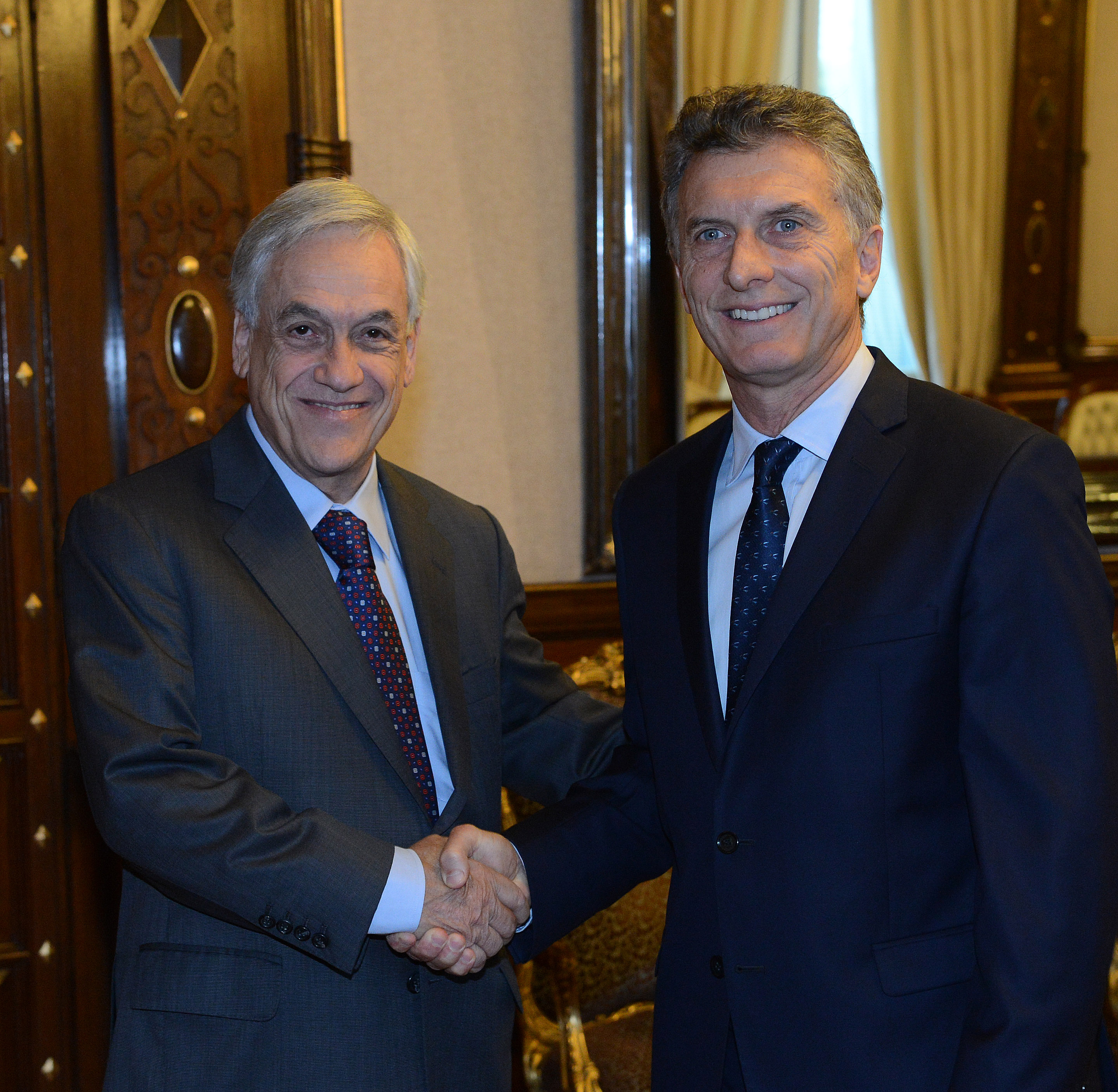
Mauricio Macri y Sebastián Piñera, Ambos representan figuras conservadoras moderadas.

En Argentina, la elección de Mauricio Macri en noviembre de 2015 como presidente de Argentina llevó al poder a un gobierno de centro derecha (en comparación al gobierno centro izquierda de los años pasados), aunque los movimientos de corriente peronismo y kirchnerismo (junto a la popularidad de la líder del último Cristina Fernández de Kirchner) mantuvieron poder desde la oposición. Tras asumir el gobierno aplica el recortó  subsidios a la energía, puso fin a los controles cambiarios entre otras reformas de índole conservadoras. En octubre de 2017, Mauricio Macri consolida poder cuando candidatos de su partido lograron victorias en las elecciones legislativas argentinas de 2017. Una serie de escándalos sobre corrupción involucraron al presidente Macri y sus aliados durante su período presidencial, incluidas seis investigaciones federales por presunto lavado de dinero, tráfico de influencias y aumento ilegal de la riqueza de su familia, viéndose también  involucrado Macri en el escándalo de los Papeles de Panamá. En 2017, la reforma de pensiones de Macri enfrentó protestas masivas acompañadas la cual algunos miembros[¿quién?] de la prensa describieron como la protesta más violenta en Buenos Aires en décadas. Un sector del periodismo ha acusado al gobierno de Macri de brutalidad policial y un exceso de violenta durante dichas protestas.atravesados por la incertidumbre generada después de la crisis económica iniciada en 2018  que comenzó en 2017 durante la presidencia de Mauricio Macri, y se profundizó a partir de ese año. La economía argentina cayó un 2,5% en 2018 agravada por una crisis cambiaria en 2018 que dio lugar a una fuerte devaluación del peso, una aceleración de la inflación que pasó del 25,5% en el promedio de 2017 al 34,3% en 2018 un aumento de la tasa de desempleo de un 6.3 en diciembre de 2015 a 7,2% en el cuarto trimestre de 2017 y a un 9,1% en 2018. En junio de 2018 el dólar se elevó hasta niveles récord en la historia. Sólo en 2018 se encareció más de 50 por ciento respecto al peso. El déficit fiscal superó para 2018 el 9 % del PBI, 
En octubre de 2019, Mauricio Macri pierde las elecciones presidenciales argentinas ante el peronista Alberto Fernández y su compañera de fórmula la expresidente Cristina Fernández de Kirchner, los cuales asumieron los cargo en diciembre de 2019. Sin embargo, el libertario Javier Milei ganó las elecciones presidenciales de 2023, derrotando al candidato oficialista Sergio Massa.

### Brasil
En Brasil, comenzó aproximadamente cuando Dilma Rousseff ganó las elecciones presidenciales de 2014 en unas elecciones ajustadas, dando inicio al cuarto mandato del Partido de los Trabajadores en la posición más alta del gobierno. Además, según el analista político del Departamento Intersindical de Asesoramiento Parlamentario Antônio Augusto de Queiroz, el Congreso Nacional elegido en 2014 puede ser considerado el más conservador desde el movimiento de «redemocratización», señalando un aumento en el número de parlamentarios vinculados a segmentos más conservadores, como los ruralistas, militares, policiales y religiosos.
La posterior crisis económica de 2015 y las investigaciones de los escándalos de corrupción impulsaron a un movimiento de derecha que buscaba rescatar ideas del liberalismo económico y el conservadurismo en oposición a las políticas de izquierda.

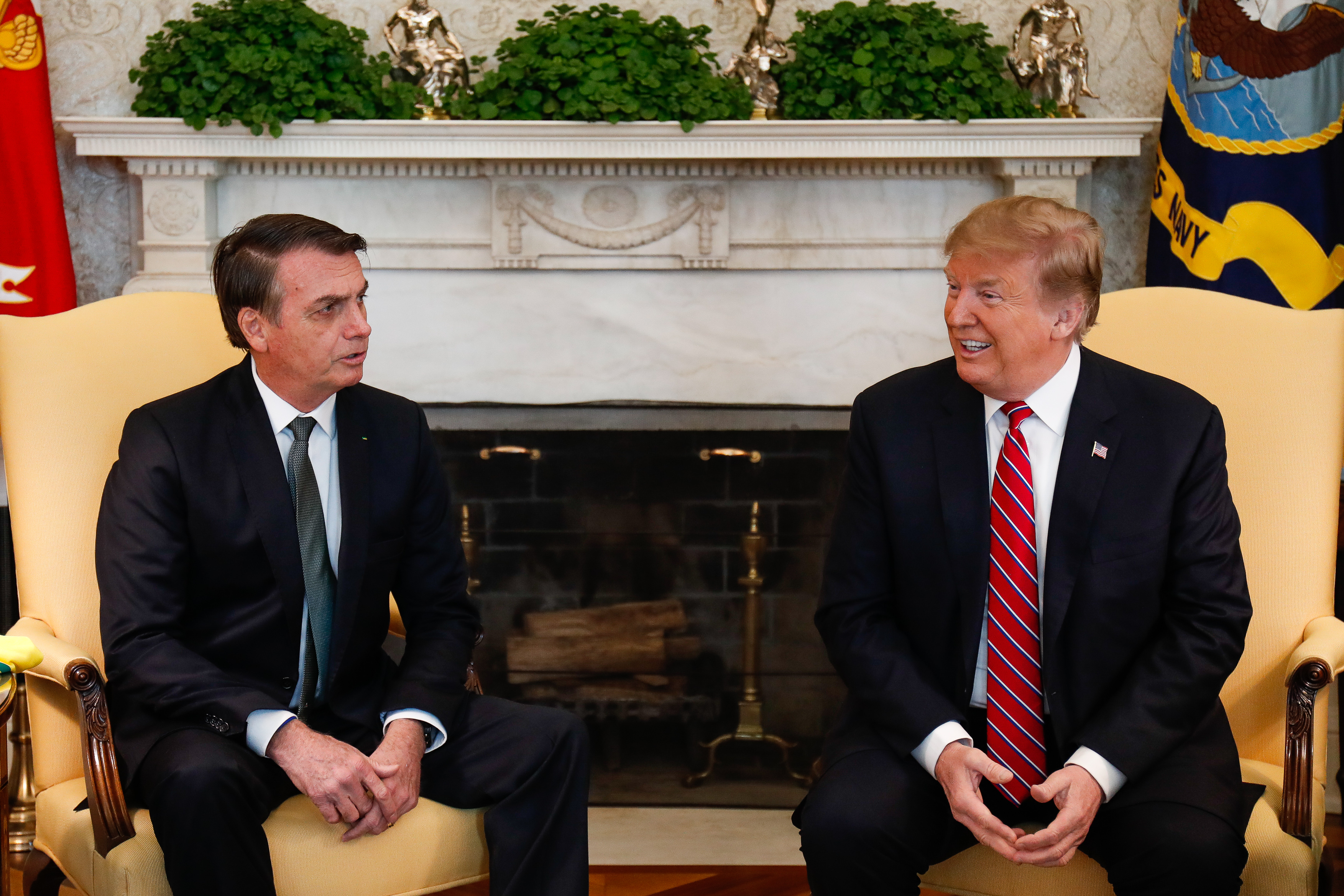
Jair Bolsonaro y Donald Trump (2019)

Al mismo tiempo, surgieron jóvenes liberales como los que integran el Movimiento Brasil Libre, entre muchos otros. Para Manheim (1952), dentro de una sola generación real puede haber varias generaciones a las que llamó «diferenciadas y antagónicas». Para él, no es la fecha de nacimiento común la que marca una generación, aunque importa, sino el momento histórico en el que viven en común. En el caso, el momento histórico fue la acusación de Dilma Rousseff. Se les puede llamar la «generación post-Dilma».
El presidente interino centroderechista Michel Temer asumió el cargo tras el juicio político contra la presidenta Rousseff. Temer tenía un índice de aprobación del 3% en octubre de 2017, enfrentándose a un escándalo de corrupción luego de que se le acusaran de obstruir la justicia y extorsión. Logró evitar el juicio gracias al apoyo de los partidos de derecha en el Congreso brasileño. Por otro lado, el presidente del Senado, Renan Calheiros, quien fue reconocido como una de las figuras clave detrás de la destitución de Rousseff y miembro del centrista Movimiento Democrático Brasileño, fue destituido de su cargo luego de enfrentar cargos de malversación de fondos. El candidato de extrema derecha Jair Bolsonaro del Partido Social Liberal fue el ganador de las elecciones presidenciales de 2018, seguido por el exalcalde de São Paulo el izquierdista Fernando Haddad del Partido de los Trabajadores de Luiz Inácio Lula da Silva. A Lula se le prohibió postularse después de haber sido condenado por cargos de corrupción y encarcelado. Bolsonaro ha sido acusado de retórica racista, xenófoba, misógina y homofóbica.

### Ecuador
En Ecuador, las políticas y el legado del expresidente izquierdista Rafael Correa son controvertidos. Su sucesor, Lenín Moreno, fue elegido en las elecciones presidenciales de 2017 derrotando al banquero conservador Guillermo Lasso; Era necesario un recuento en medio de acusaciones de fraude. La presidencia de Moreno también fue vista como controvertida debido a su giro hacia el centro y sus políticas neoliberales, supervisando las controvertidas medidas de austeridad en el petróleo que provocaron las protestas de octubre de 2019 y su mal manejo de la pandemia de COVID-19 en Ecuador.
En las elecciones presidenciales de 2021, Lasso anunció su tercera campaña presidencial y finalmente avanzó a la segunda vuelta por un estrecho segundo lugar.  La elección se hizo notar porque vio a Lasso, un banquero conservador contra el economista socialista y aliado del expresidente Correa, Andrés Arauz.  Arauz era visto como el favorito para la segunda vuelta de las elecciones, ya que lideraba en varias encuestas dos semanas antes de las elecciones.   En la segunda vuelta de abril, Lasso logró derrotar a Arauz en lo que algunos medios llamaron una victoria inesperada después de ganar el 52,4% de los votos, mientras que Arauz ganó el 47,6% de los votos.
Durante las elecciones presidenciales de 2023 que se llevaron a cabo para reemplazar a Lasso como presidente, el empresario y exdiputado a la Asamblea Nacional Daniel Noboa fue elegido a la presidencia.

### Guatemala
En Guatemala, el líder socialdemócrata de centroizquierda Álvaro Colom de la Unidad Nacional de la Esperanza fue elegido en 2007, siendo el único presidente de izquierda en tiempo moderno en el país. El sucesor de Colom, el derechista liberal Otto Pérez Molina, se vio obligado a renunciar a su presidencia debido a los disturbios populares y los escándalos de corrupción que terminaron con su arresto. Tras la renuncia de Molina, el derechista Jimmy Morales fue elegido para el cargo. Morales se encuentra actualmente bajo investigación por financiamiento ilegal. El sucesor de Morales, el conservador Alejandro Giammattei enfrentó también masivas protestas populares durante su presidencia en 2020.

### Honduras

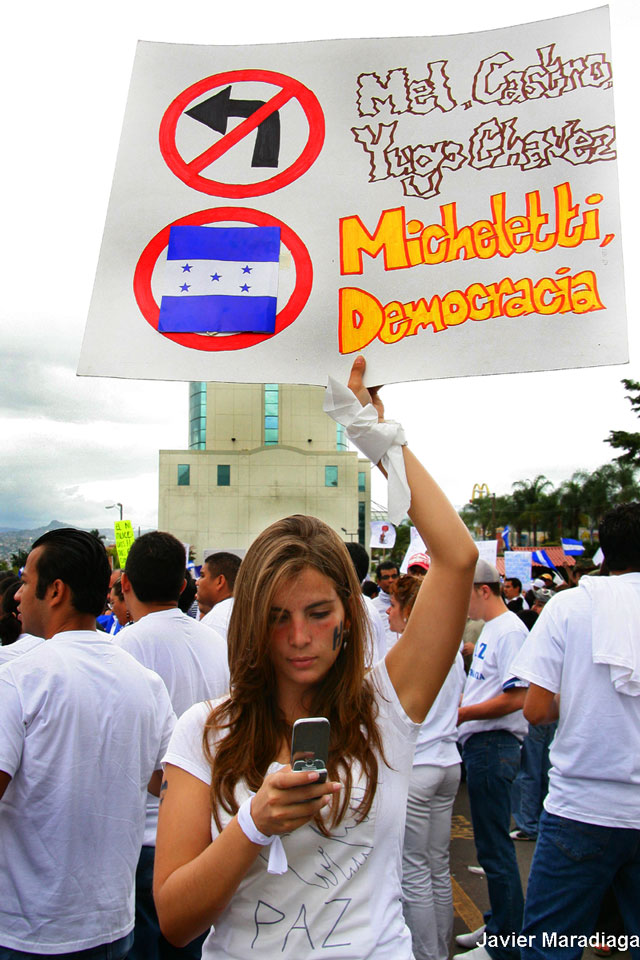
Manifestante sosteniendo un cartel contra la izquierda en Honduras (2009)

En Honduras, el giro a la izquierda de Manuel Zelaya durante su mandato resultó en el Golpe de Estado en Honduras de 2009 que fue condenado por toda la región, incluido Estados Unidos. Años después del golpe, Zelaya dijo que su derrocamiento fue el comienzo de la «restauración conservadora» en América Latina.
Después del golpe, el siguiente presidente elegido democráticamente fue el derechista Porfirio Lobo Sosa (2010-2014) y luego, el derechista Juan Orlando Hernández del conservador Partido Nacional, ganó las elecciones presidenciales sobre la izquierdista Xiomara Castro (esposa de Zelaya) por un ligero margen. Poco después, Hernández reformó la Constitución para permitirse ser candidato a la reelección inmediata (algo hasta entonces prohibido por la ley hondureña) y se postuló como candidato para las elecciones presidenciales de 2017 en lo que algunos observadores cuestionan como antidemocrático, autoritarista y corrupto. Durante las elecciones, la apretada victoria autoproclamada de Hernández sobre Salvador Nasralla de la Alianza de Oposición contra la Dictadura junto con las acusaciones de fraude electoral provocan disturbios masivos en todo Honduras. La declaración del toque de queda del país calificada de ilegal por algunos juristas según la Constitución y la violenta represión de las protestas dejaron al menos siete muertos y decenas de heridos. Debido al malestar popular general y las acusaciones de fraude electoral, la Organización de los Estados Americanos solicitó una nueva elección sin éxito. Las protestas contra Hernández continuaron en 2019. En las elecciones generales de 2021, el candidato oficialista del Partido Nacional, Nasry Asfura, pierde las elecciones frente a la candidata del Partido Libre, Xiomara Castro, poniendo fin a más de 12 años consecutivos de gobierno de dicho partido. 

### Paraguay
En Paraguay, el conservador Partido Colorado gobernó el país durante más de sesenta años, incluida la dictadura de Alfredo Stroessner apoyada por Estados Unidos que duró treinta y cinco años, desde 1954 hasta 1989. Paraguay es uno de los países más pobres de América del Sur. Este sistema de partido dominante se rompió temporalmente en las elecciones presidenciales de 2008, cuando prácticamente toda la oposición unida en la Alianza Patriótica para el Cambio logró elegir al exobispo Fernando Lugo, del Partido Demócrata Cristiano, como presidente de Paraguay. El gobierno de Lugo fue elogiado por sus reformas sociales, incluidas las inversiones en viviendas de interés social, la introducción de tratamiento gratuito en hospitales públicos, la introducción de transferencias de efectivo para los ciudadanos más empobrecidos de Paraguay y derechos indígenas.
Sin embargo, Lugo no terminó su período ya que fue enjuiciado a pesar de disfrutar de índices de aprobación y popularidad muy altos. El juicio político fue rechazado por la Comisión Interamericana de Derechos Humanos, condenado tanto por gobiernos de derecha como por gobiernos de izquierda y considerado un golpe de Estado por UNASUR y Mercosur y tratado en consecuencia con sanciones y suspensiones para Paraguay. Posteriormente, Lugo fue elegido senador y presidente del Senado. Fue reemplazado por el vicepresidente Federico Franco, quien se distanció de Lugo por razones ideológicas, se opuso al ingreso de Venezuela al Mercosur y fue calificado de conservador.
El siguiente presidente de Paraguay electo democráticamente, el derechista colorado Horacio Cartes, calificado por organizaciones de derechos humanos como autoritario y homófobo, ha intentado reformar la Constitución para permitir la reelección inmediata, lo que provocó un alboroto popular. Cartes también es sospechoso de lavado de dinero y evasión fiscal.Ocupó el cargo hasta 2018, y su sucesor tras las elecciones generales de 2018 fue el también conservador Mario Abdo Benítez, quien a su vez fue sucedido por el siguiente presidente conservador, Santiago Peña, en 2023. 

### Perú
En Perú, Pedro Pablo Kuczynski ganó las elecciones presidenciales de 2016, y Perú se convirtió en un país más que se aparta de un gobierno izquierdista. En esta elección, la tercera candidata con mayor apoyo fue la candidata de izquierda Verónika Mendoza, del Frente Amplio, con el 18% de los votos. Tras las investigaciones de corrupción en torno a Odebrecht, el Congreso de Perú exigió a Kuczynski que se defendiera en una sesión, y Odebrecht afirmó que la participación de Kuczynski con la empresa era legal en comparación con las ilegalidades realizadas por su predecesor izquierdista, Ollanta Humala. Debido al escándalo de corrupción, se inició el juicio político a Kuczynski, pero votado en contra por un ligero margen en el Congreso. Después de que se filtraron al público videos que mostraban sobornos de los fujimoristas para mantener a Kuczynski en el cargo, Kuczyinski renunció por su cuenta.
Su sucesor Martín Vizcarra fue destituido por el Congreso en noviembre de 2020.  La destitución de Martín Vizcarra comenzó tras acusaciones de corrupción. Muchos centristas e izquierdistas estaban disconformes, ya que el conservador Manuel Merino tomó el poder en su lugar. Esto llevó a las protestas de noviembre de 2020 y Merino renunció a su cargo 5 días después de su toma de posesión. Le sucedió el centrista Francisco Sagasti. En los días previos a la segunda vuelta de las elecciones presidenciales de 2021, la candidata conservadora Keiko Fujimori tenía una ligera ventaja en las encuestas sobre el candidato socialista Pedro Castillo. El 19 de julio, Castillo fue declarado ganador en unas elecciones reñidas y muy disputadas.  Sin embargo, el presidente Castillo fue destituido de su cargo por el Congreso el 7 de diciembre de 2022.

## Estallido social y declive
Entre 2019 y 2020 estalló una oleada de diversas protestas por América Latina. Emergieron manifestaciones de malestar social y reclamo que se extendieron por casi toda la región, con particular fuerza en Ecuador, Chile, Bolivia y Colombia (todos regidos por gobiernos de la ola conservadora). Aun y con la emergencia sanitaria global por la pandemia de covid-19, las expresiones populares de protesta se hicieron presentes hasta mediados de 2021.
Entre las situaciones críticas que pueden explicar las inconformidades de las mayorías se encuentran los retos históricos no superados de la región: desempleo, precariedad, informalidad, pobreza, corrupción, inseguridad ciudadana, marginalidad social, alto costo de la vida y una injusta distribución de la riqueza, agudizados en un contexto de crisis sanitaria mundial. Otros factores han sido las recurrentes crisis económicas, como la recesión en Argentina y la frágil situación financiera en Ecuador; e institucionales en el caso de Perú, una crisis política de mayor complejidad, como en Bolivia, la permanente violencia del Estado, como en Colombia, y las crisis de representatividad de las democracias en la región.
Estos gobiernos adoptaron en términos generales la senda del «paquetazo» o el «ajuste estructural», es decir medidas económicas lesivas (o de shock) de corte liberal que ocasionaron un gran coste social: recorte del gasto público, contracción de la inversión pública, eliminación de subsidios, desregulaciones, recorte de derechos laborales, reformas fiscales que terminaron perjudicando al consumo y no a las grandes fortunas, congelamiento de los salarios, pérdida del poder adquisitivo, erradicación de los controles de precios a productos de primera necesidad. Estas reformas causaron algunos efectos negativos, como el agravamiento de la desigualdad social y económica, o devaluación de las monedas. Otras protestas con características más específicas son las desarrolladas en otros dos países también controlados por líderes y partidos de derecha: Honduras, en la agitación de un conflicto postelectoral y un gobierno acusado de narcotráfico, o en Haití, de reacciones frente a una inestabilidad muy prolongada (que se agravaron aún más con el magnicidio del presidente en este país que tuvo lugar el 7 de julio de 2021).
Destaca que el componente de estas protestas en los focos de mayor atención (Bolivia, Chile y Colombia) no haya sido exclusivamente las clases bajas, sino que hayan participado con especial importancia clases medias, y sobre todo, jóvenes. Lo que puede ser indicio de un cambio generacional menos tolerante con la actuación gubernamental y las desigualdades.
La naturaleza de esta convulsión social en el continente ha coincidido con los fenómenos que en los mismos años se desarrollaba en Hong Kong, Líbano, Argelia y Francia, con el movimiento de los chalecos amarillos, que tuvo repercusiones hacia otros países europeos, por ejemplo. Hay un elemento común antisistema, y un análisis que coincide en que el mero crecimiento económico (aunque en el caso latinoamericano ni siquiera este caso) no se traduce en un real mayor bienestar para la población, con millones de personas que se ven excluidas.
El desenlace de estas conmociones ha sido muy variado. En el caso de Chile, el estallido social fue reconducido exitosamente hacia una nuevo proceso constituyente. Tratándose de focos de atención periférica: en Guatemala las protestas se originaron con los planes del gobierno de Alejandro Giammattei de reducir el presupuesto a la educación, los programas contra la desnutrición y la respuesta social frente a la mala gestión pandemia.
La pandemia golpeó la región latinoamericana atizando las adversas condiciones sociales, políticas y económicas que ya se venían enfrentando, en particular, con sistemas de salud estructuralmente débiles. El estancamiento y la desaceleración económica del subcontinente, luego de una década de crecimiento y mejoras en la calidad de vida de muchos sectores, pasó luego a recesión y crisis amplificando las brechas socioeconómicas; un empobrecimiento de las clases medias y una frustración de las expectativas sociales. Otras consideraciones se centran en la percepción de una generalizada falta de justicia, desde la perspectiva de la mayor parte de las sociedades, de que las élites de poder económico y las élites políticas se aprovechan de una serie de privilegios y canonjías que le son negados a la mayoría de los ciudadanos, quienes a su vez se enfrentan a una precaria y cada vez más estrecha movilidad social ascendente. Estos sectores minoritarios ostentan toda la influencia y la capacidad de decisión que les son arrebatados a las mayorías dando pie a un entorno de resentimientos acumulados, sueños rotos, desconfianza, descontento y disrupciones violentas, lo que pone en entredicho la aparente situación de estabilidad o paz social que alguna vez se creyó consolidada en algunos de estos países, como es el caso de Chile. La oleada de protestas regionales, en todo caso, impulsó una serie de demandas y exigencias de cambio que se oyeron desde las calles.
América Latina es la tercera región más desigual del planeta. La exclusión y la desigualdad favorece vulnerabilidades ante cualquier aumento de los productos básicos o del transporte. Aunado a deficientes servicios de salud, difícil acceso a la educación, la limitación de salarios y pensiones, generaron un entorno de fácil explosividad, ante las «burbujas» impenetrables en donde viven las élites. La reacción de los gobiernos, de uso de la fuerza del Estado para la re-imposición del control social, también contribuyó a la radicalización de las protestas. La región es una de las regiones más afectadas a nivel mundial por la pandemia; ante esta situación, organismos internacionales como la CEPAL, la OCDE, el CAF y la Comisión Europea han propuesto soluciones de largo plazo para la región, como sistemas universales de salud, educación gratuita de calidad, formalización y diversificación de la economía, progresividad fiscal, mejoras en la infraestructura y una mejor integración regional.

## Resurgimiento con el Foro de Madrid
En octubre de 2020, y como respuesta al crecimiento de la marea rosa, distintos partidos conservadores de Europa y América conforman el Foro de Madrid.
Nuevas versiones del Foro se celebran en Bogotá en febrero de 2022 y en Lima en marzo de 2023.
El desgaste de los partidos tradicionales, y de la izquierda en particular, ha provocado el aparición de una nueva derecha latinoamericana, que tras cosechar algunos éxitos electorales hace pensar en el resurgimiento de la ola conservadora. 
Entre los eventos que confirmarían ese resurgimiento se encuentran:
- El triunfo de Rodrigo Cháves en las elecciones presidenciales de Costa Rica de abril de 2022.
- El auge del partido artiguista Cabildo Abierto en Uruguay y el empate técnico del Referéndum sobre la Ley de Urgente Consideración donde la opción por dar lugar al recurso de referéndum obtuvo el 48.7% de los votos válidos por debajo de la mayoría absoluta requerida. Por lo tanto, los 135 artículos impugnados de la Ley de Urgente Consideración se mantuvieron vigentes.
- La derrota de la propuesta de nueva constitución en el  plebiscito chileno de septiembre de 2022, y la consiguiente mayoría obtenida por la derecha (Partido Republicano y Chile Seguro) en la elecciones de consejeros constitucionales de mayo de 2023. Sin embargo, la pérdida de la confianza de la ciudadanía en el proceso, el desastre de las grandes promesas de un cambio constitucional y la crisis de seguridad y económica provocaron que en el plebiscito del 2023 votaran la opción «En contra», por lo que la constitución política creada en 1980 permanece vigente hasta el momento.
- El triunfo de Santiago Peña en las elecciones presidenciales paraguayas de abril de 2023.
- La derrota del oficialismo en las elecciones regionales de Colombia de octubre de 2023.
- El triunfo de Daniel Noboa en las elecciones presidenciales ecuatorianas de octubre de 2023.

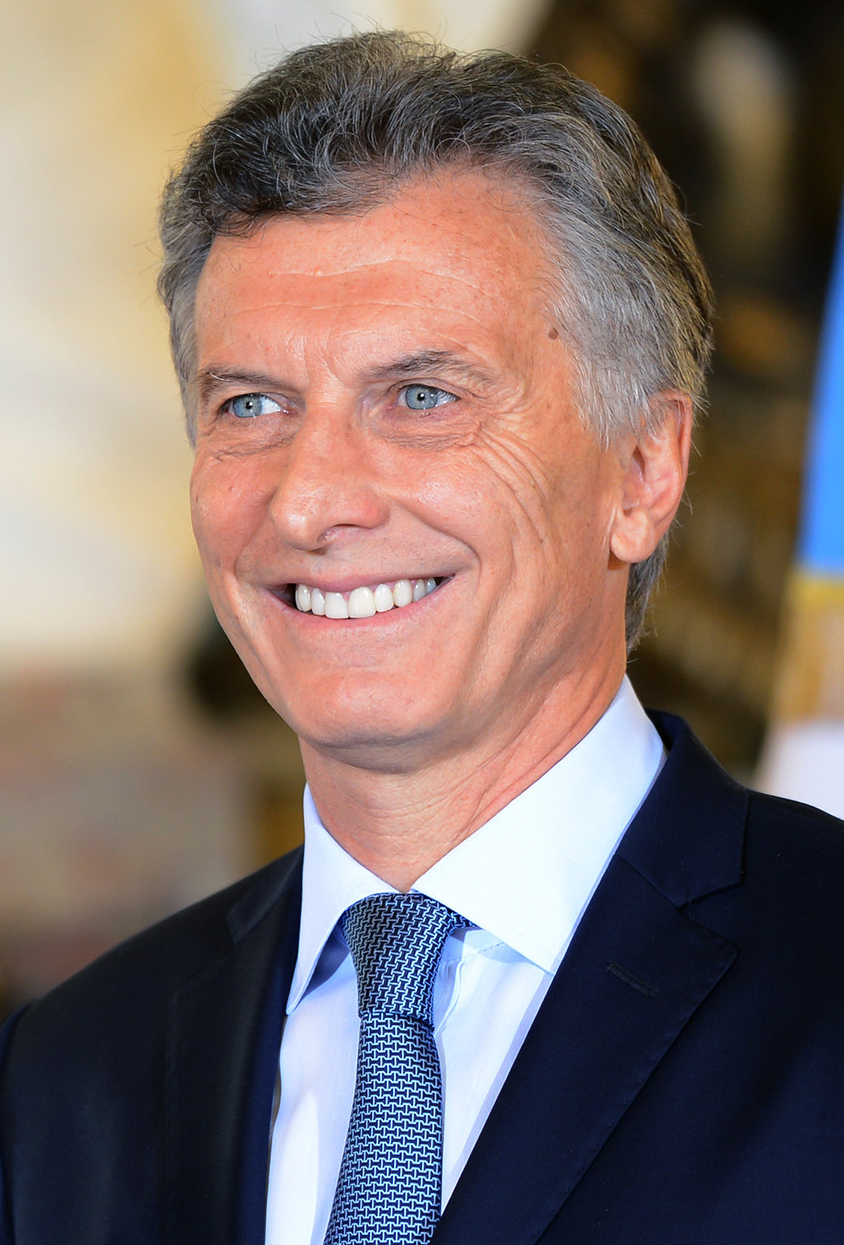
ARG Mauricio Macri* 2015–2019
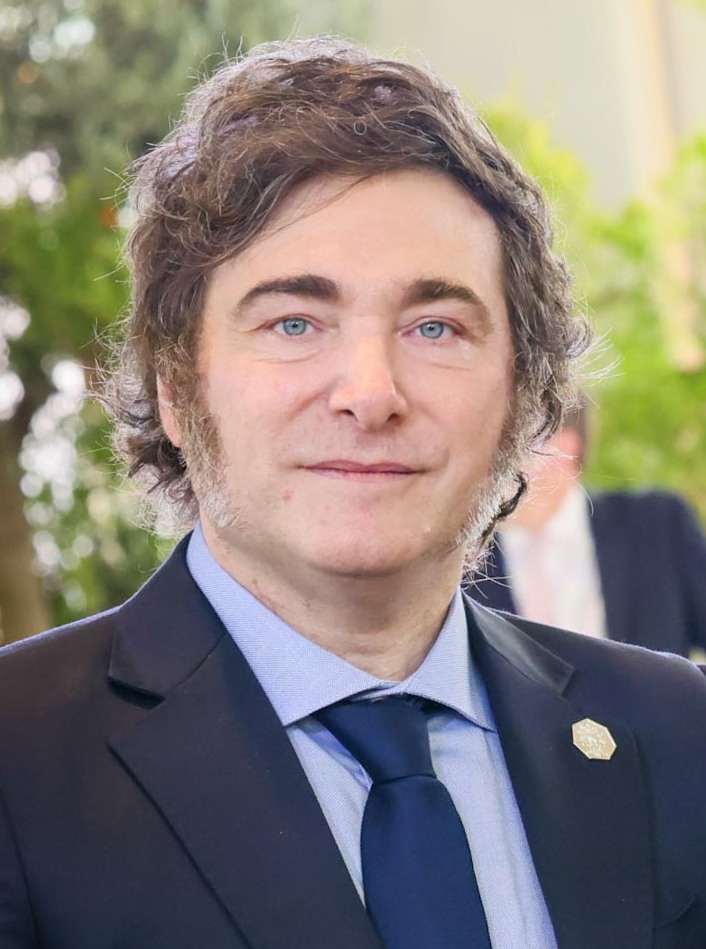
El triunfo de Javier Milei en la segunda vuelta de las elecciones presidenciales argentinas de noviembre de 2023.
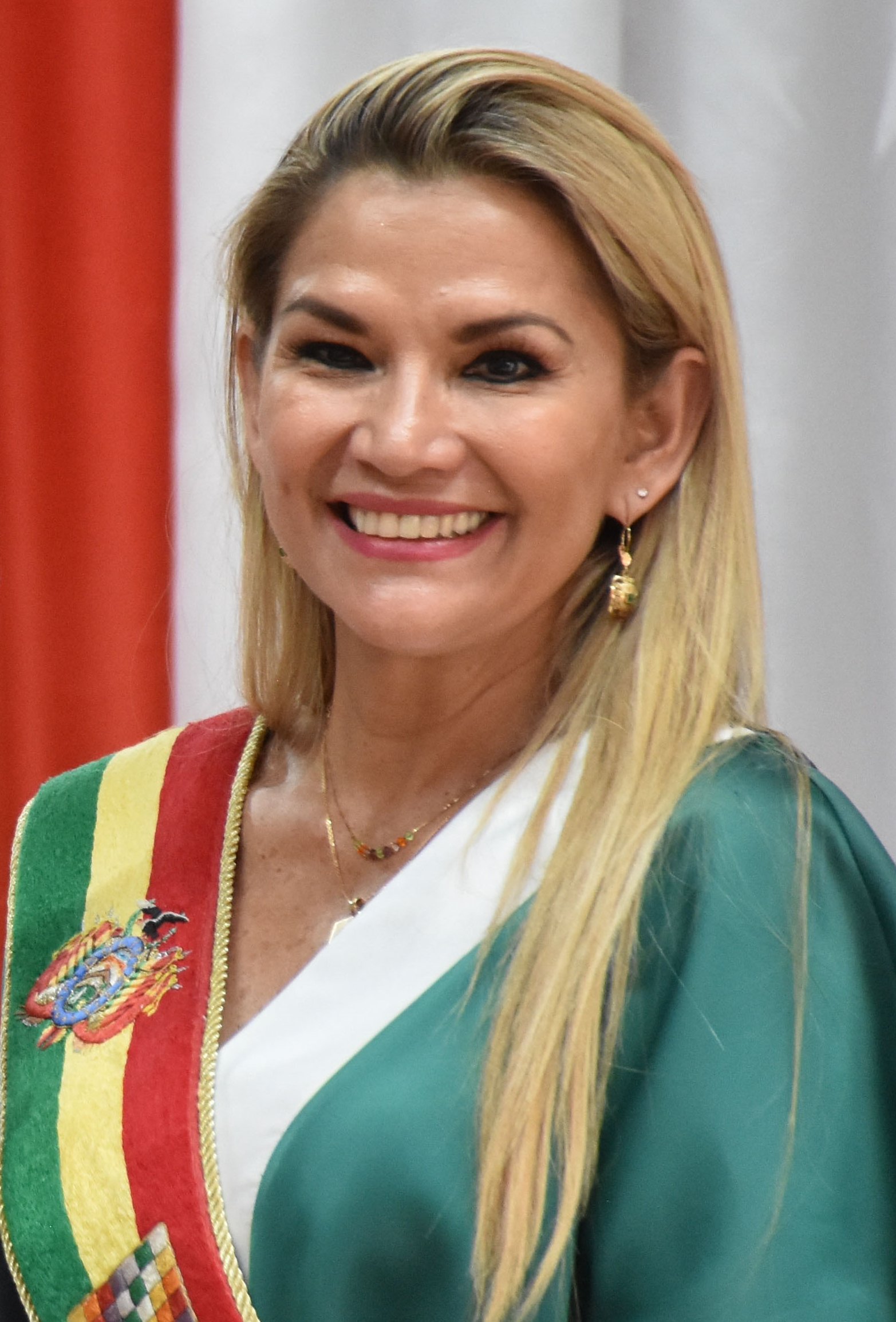
BOL Jeanine Áñez** 2019–2020
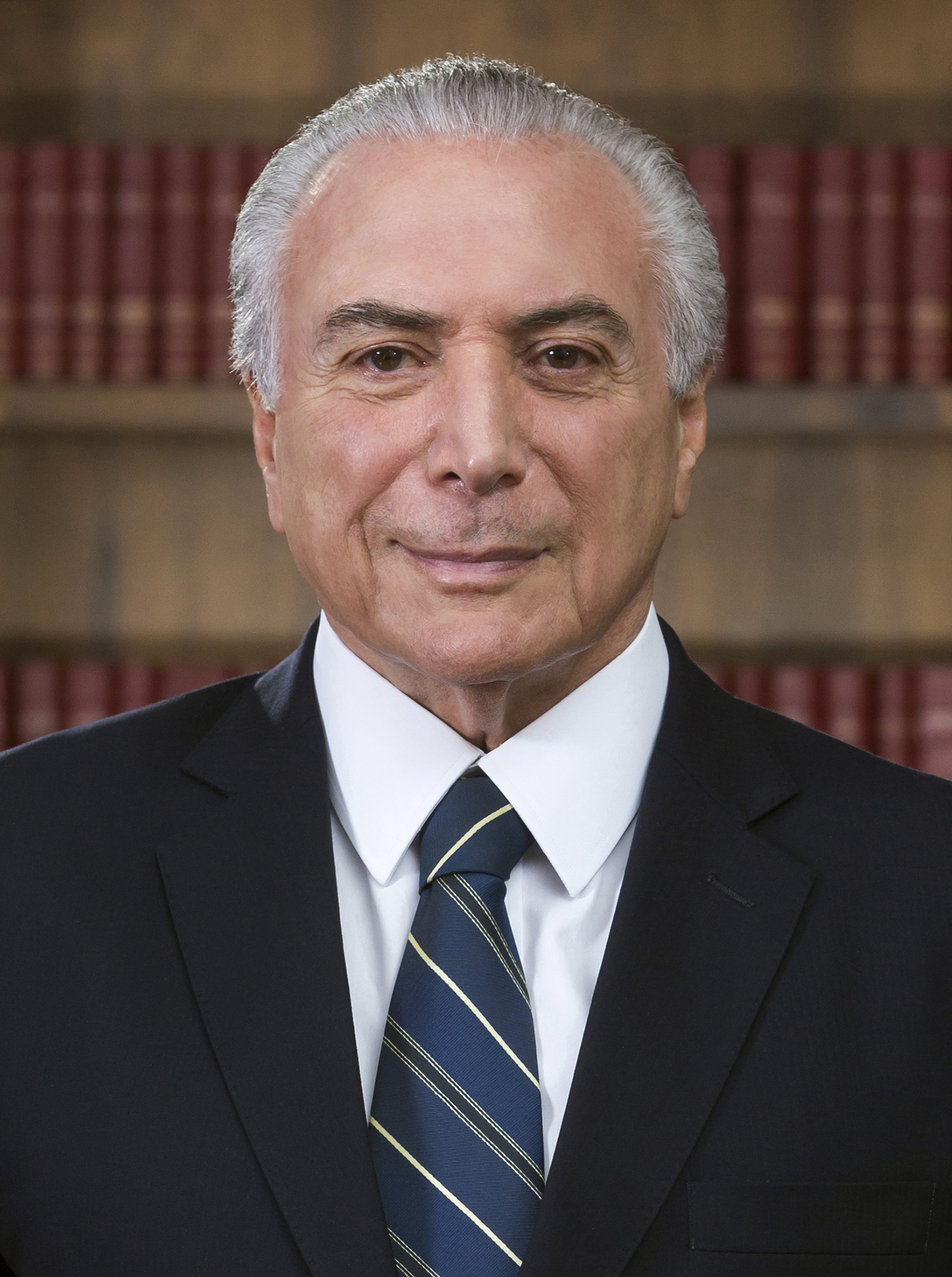
BRA Michel Temer* 2016–2019
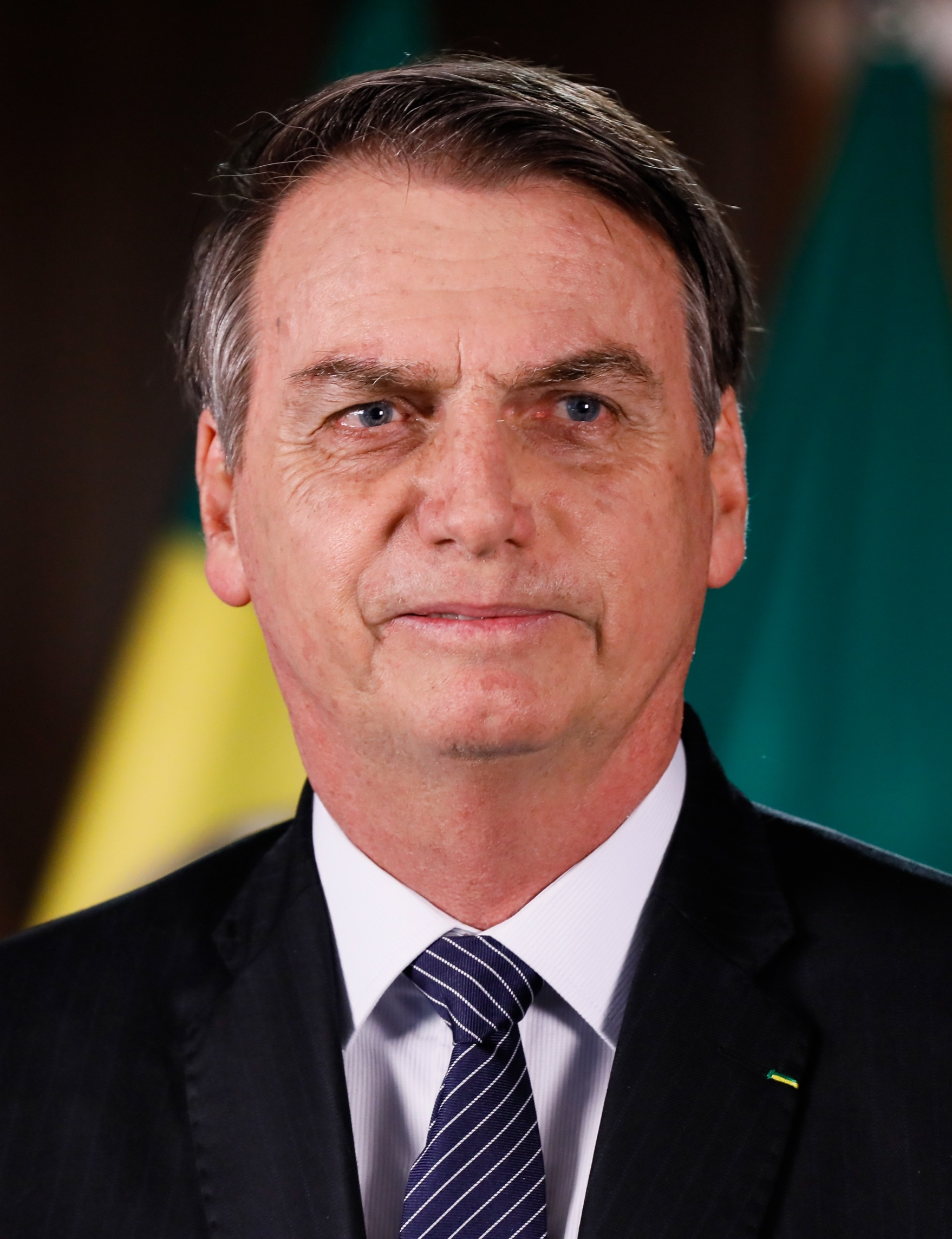
BRA Jair Bolsonaro** 2019–2023
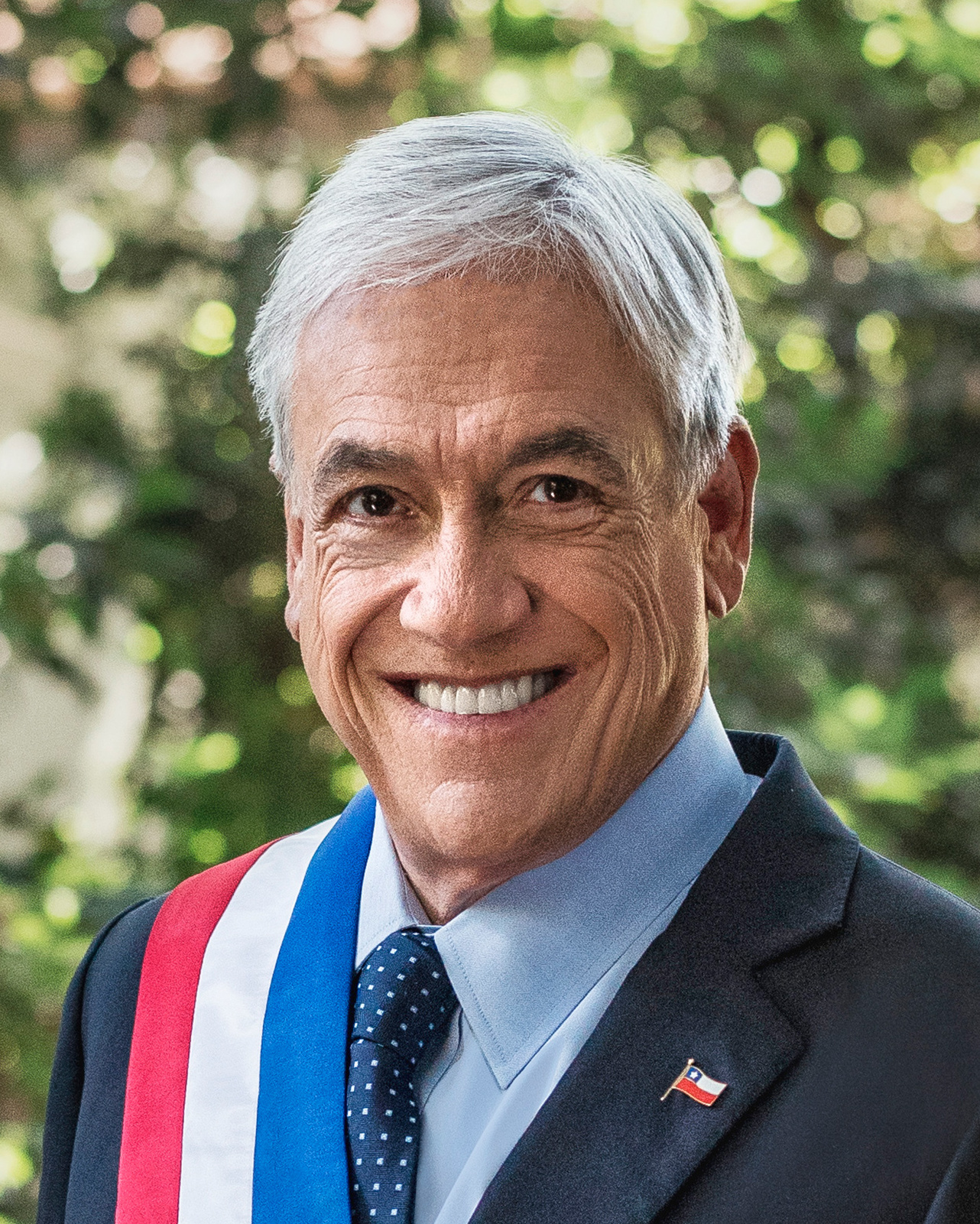
CHI Sebastián Piñera* 2010–2014 2018–2022
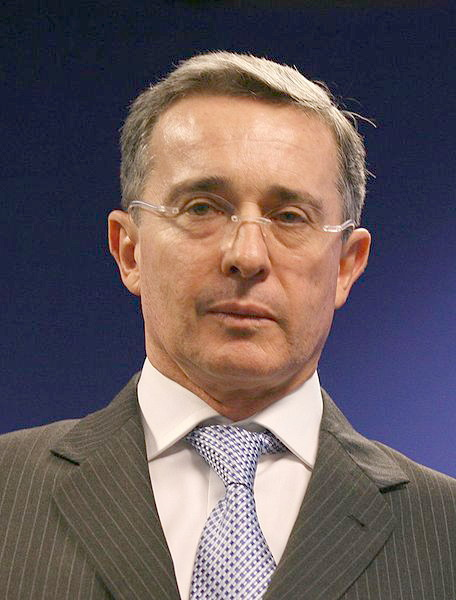
COL Álvaro Uribe Vélez** 2002-2010
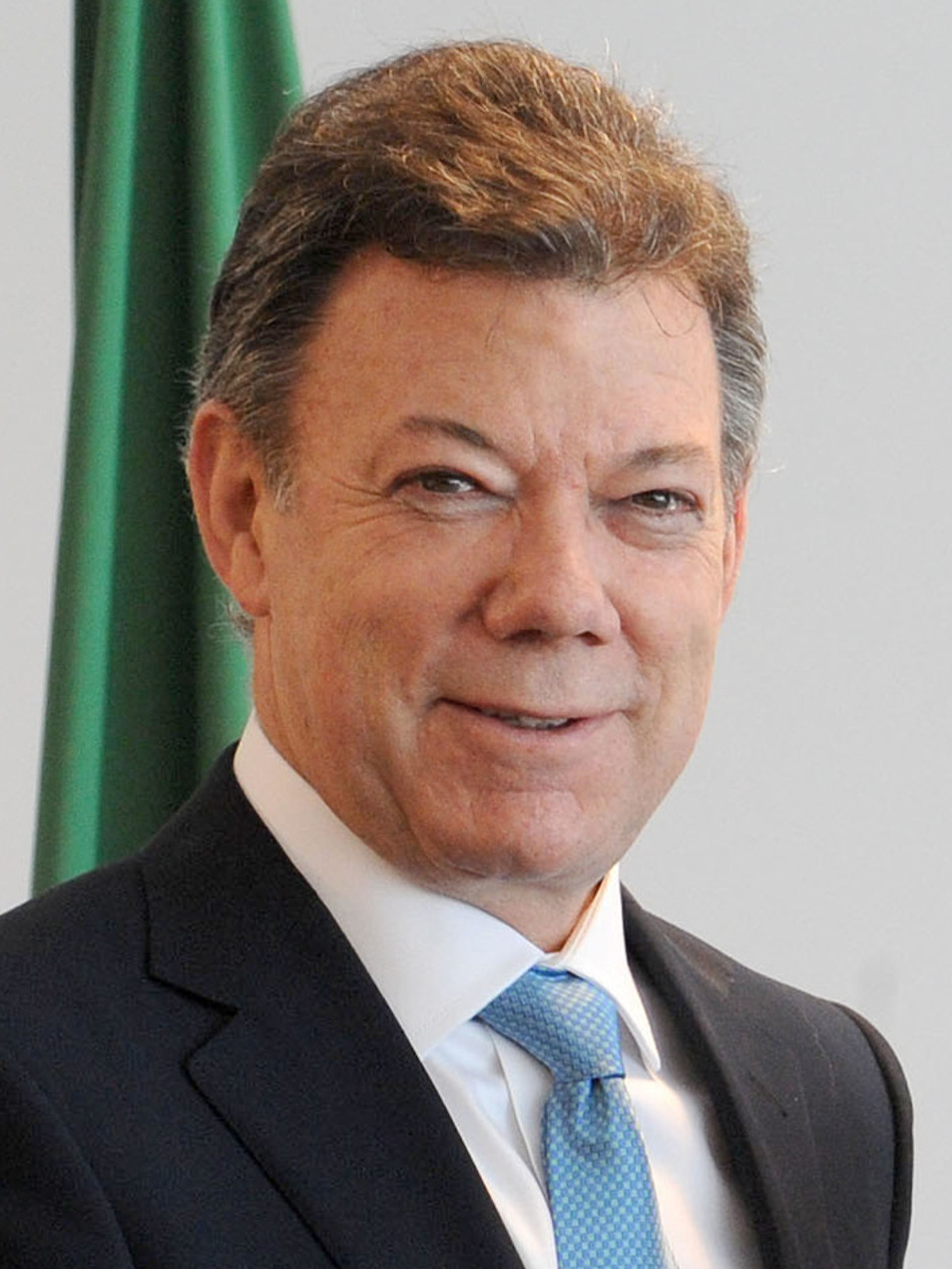
COL Juan Manuel Santos* 2010–2018
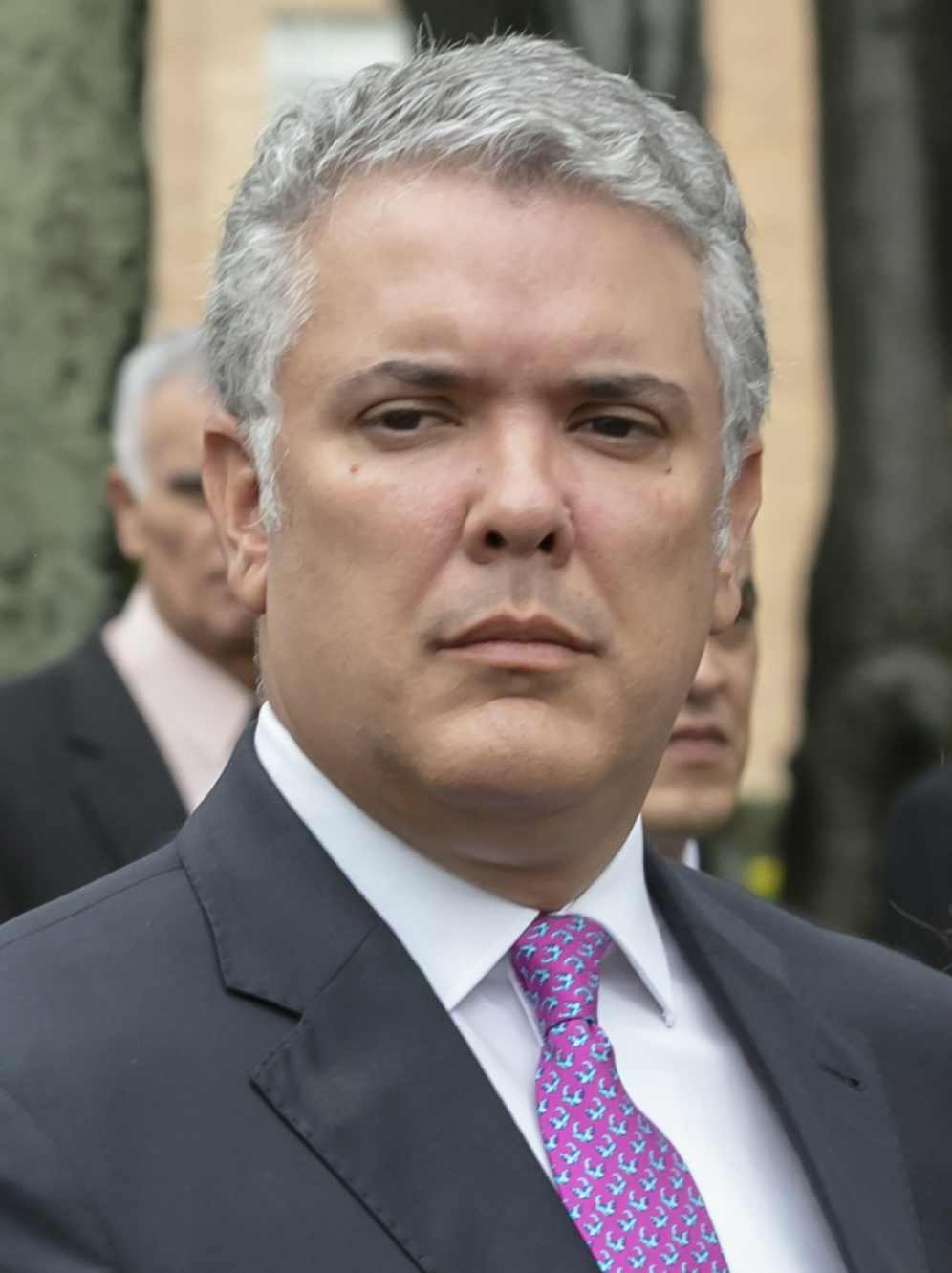
COL Iván Duque** 2018–2022
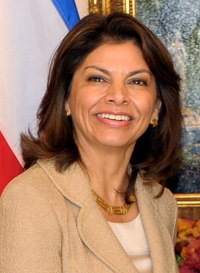
CRC Laura Chinchilla* 2010-2014
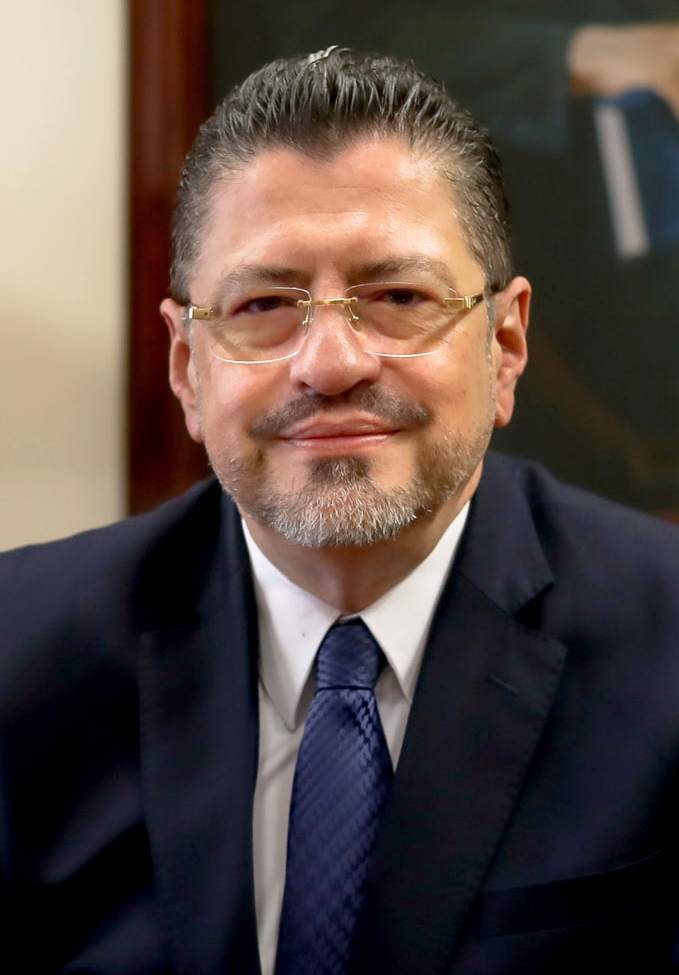
CRC Rodrigo Chaves* 2022-actualidad
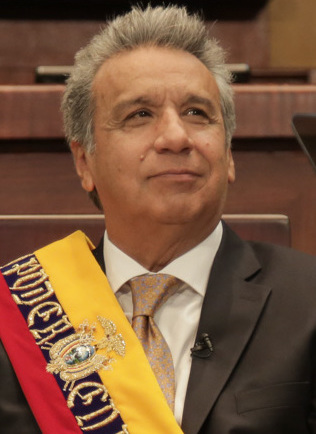
ECU Lenín Moreno* 2017-2021
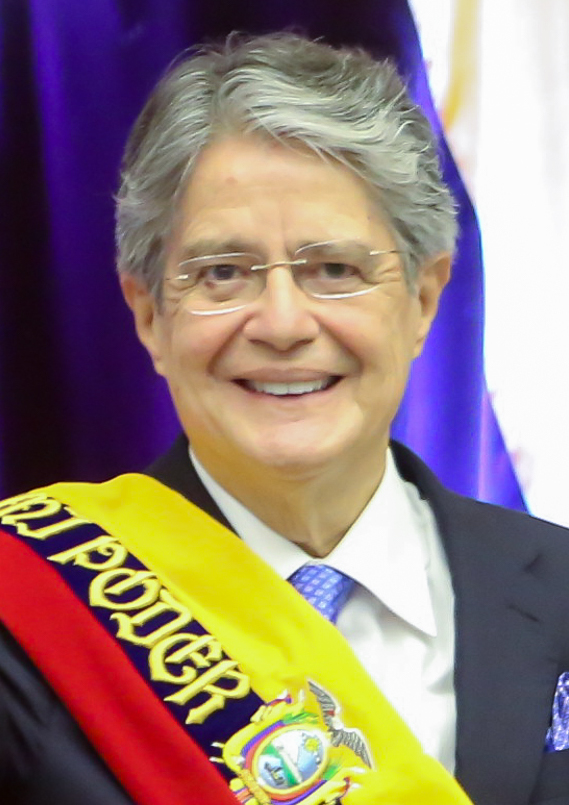
ECU Guillermo Lasso* 2021–2023
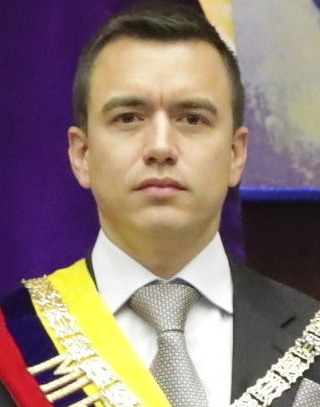
ECU Daniel Noboa* 2023-actualidad
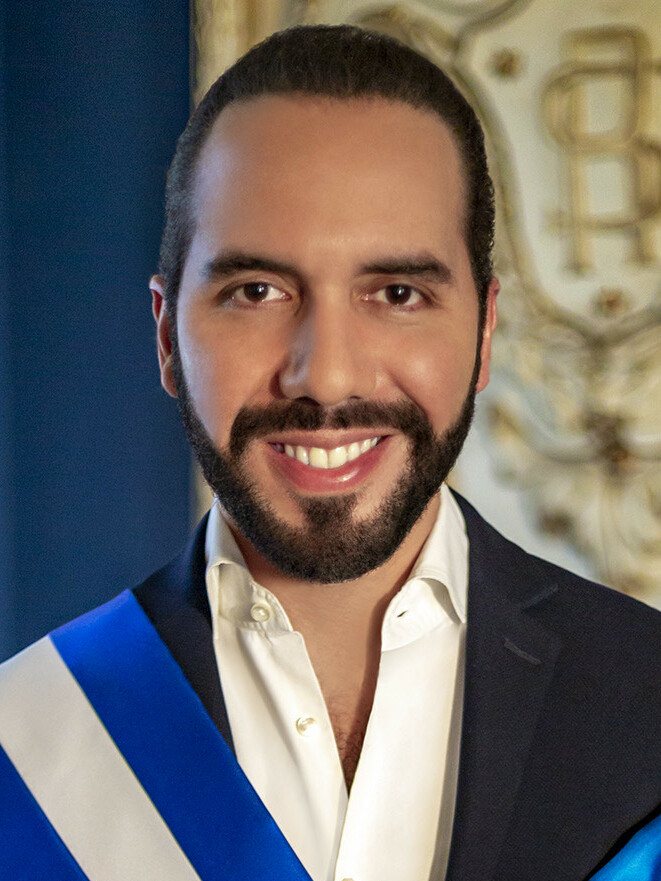
SLV Nayib Bukele** 2019–actualidad
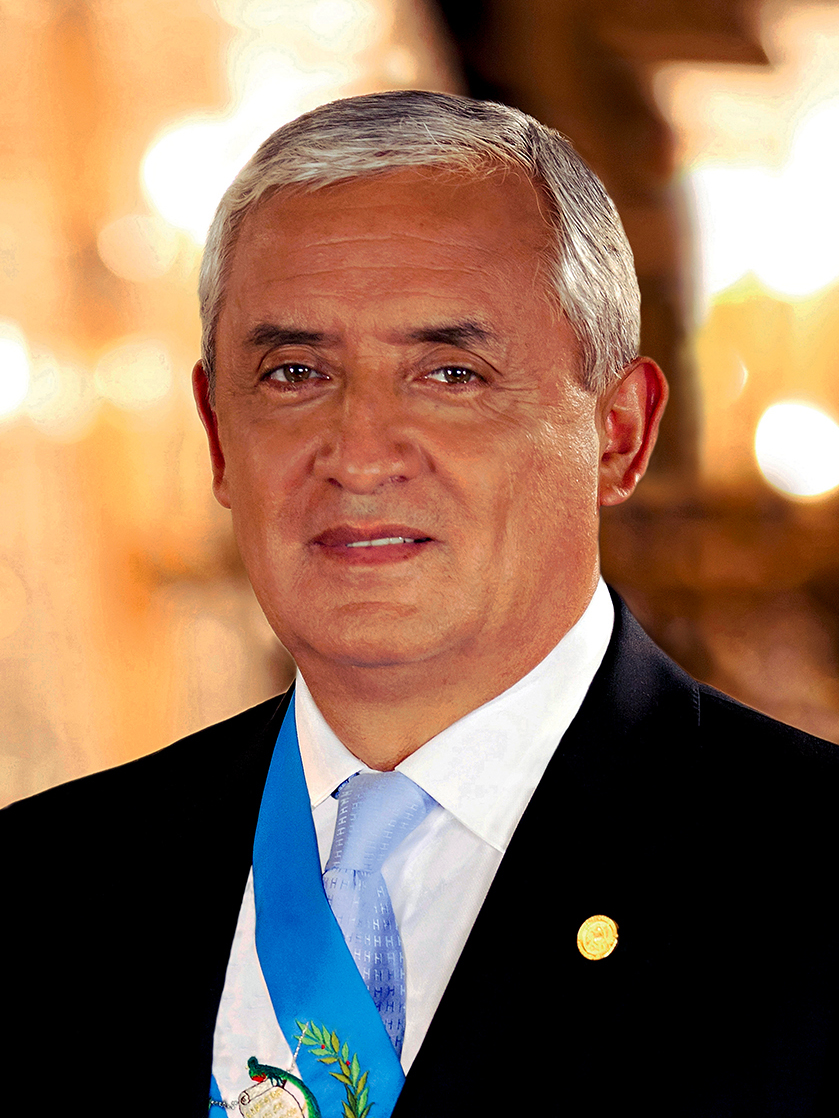
GUA Otto Pérez Molina 2012–2015
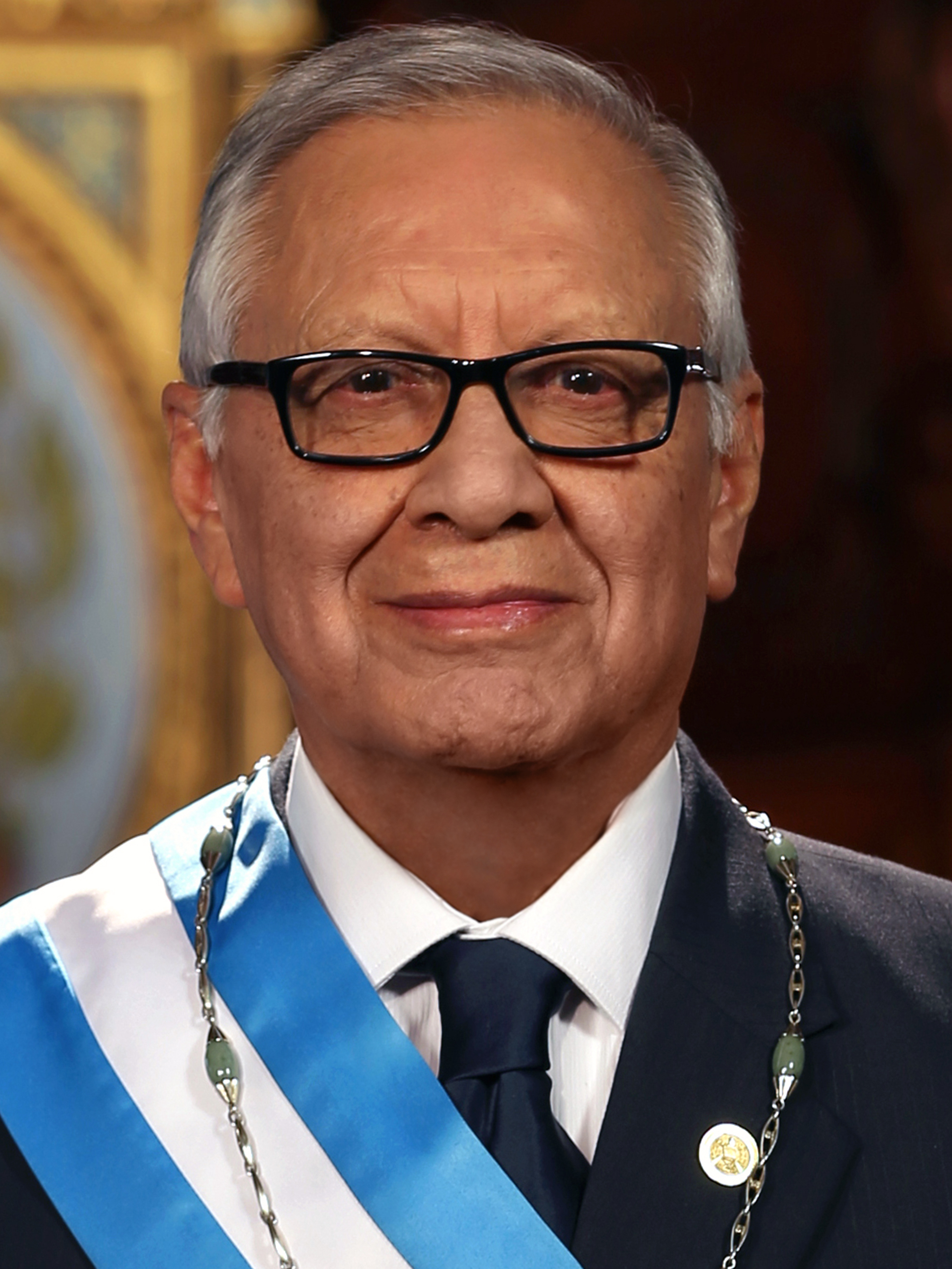
GUA Alejandro Maldonado 2015–2016
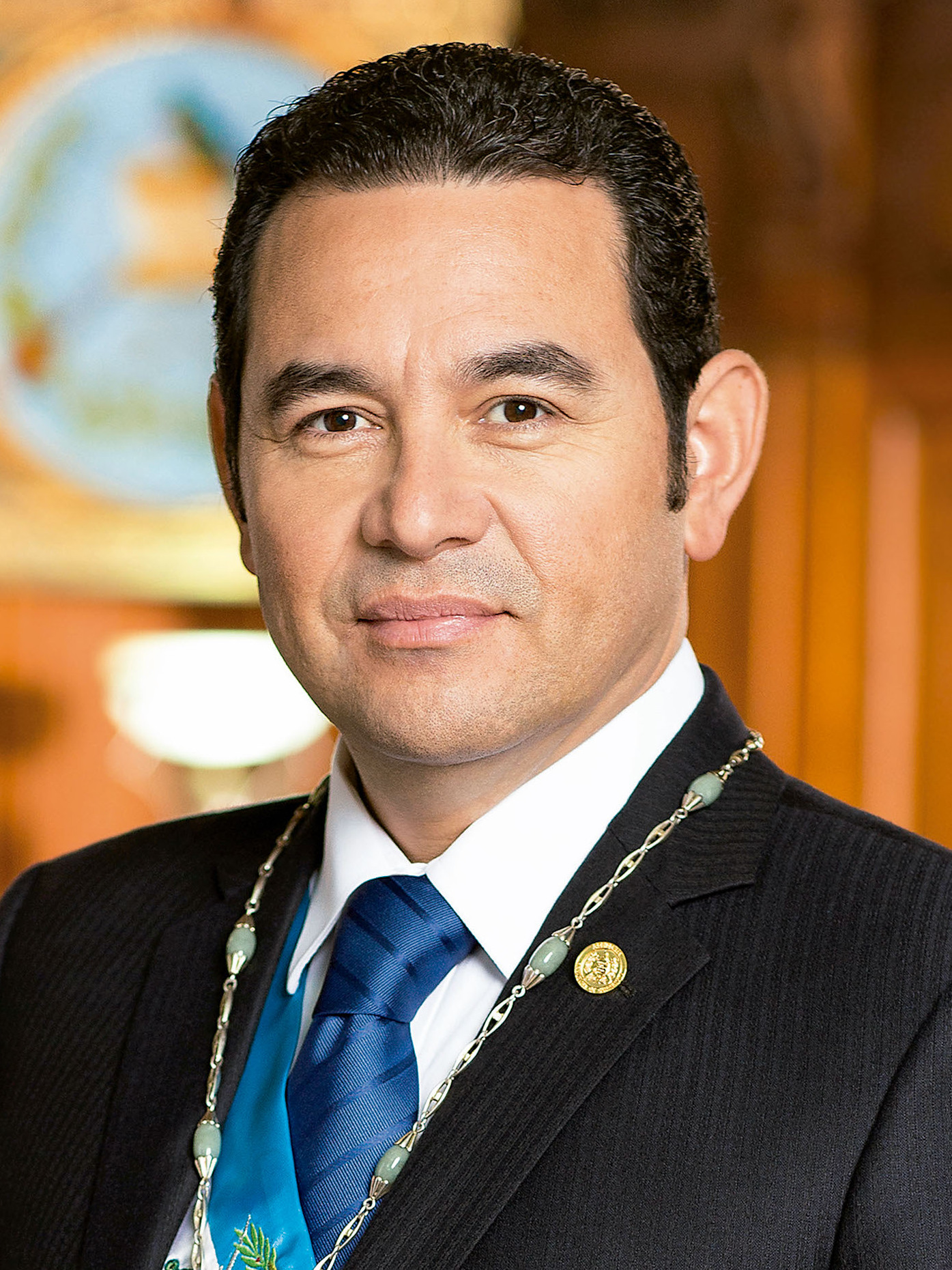
GUA Jimmy Morales 2016–2020
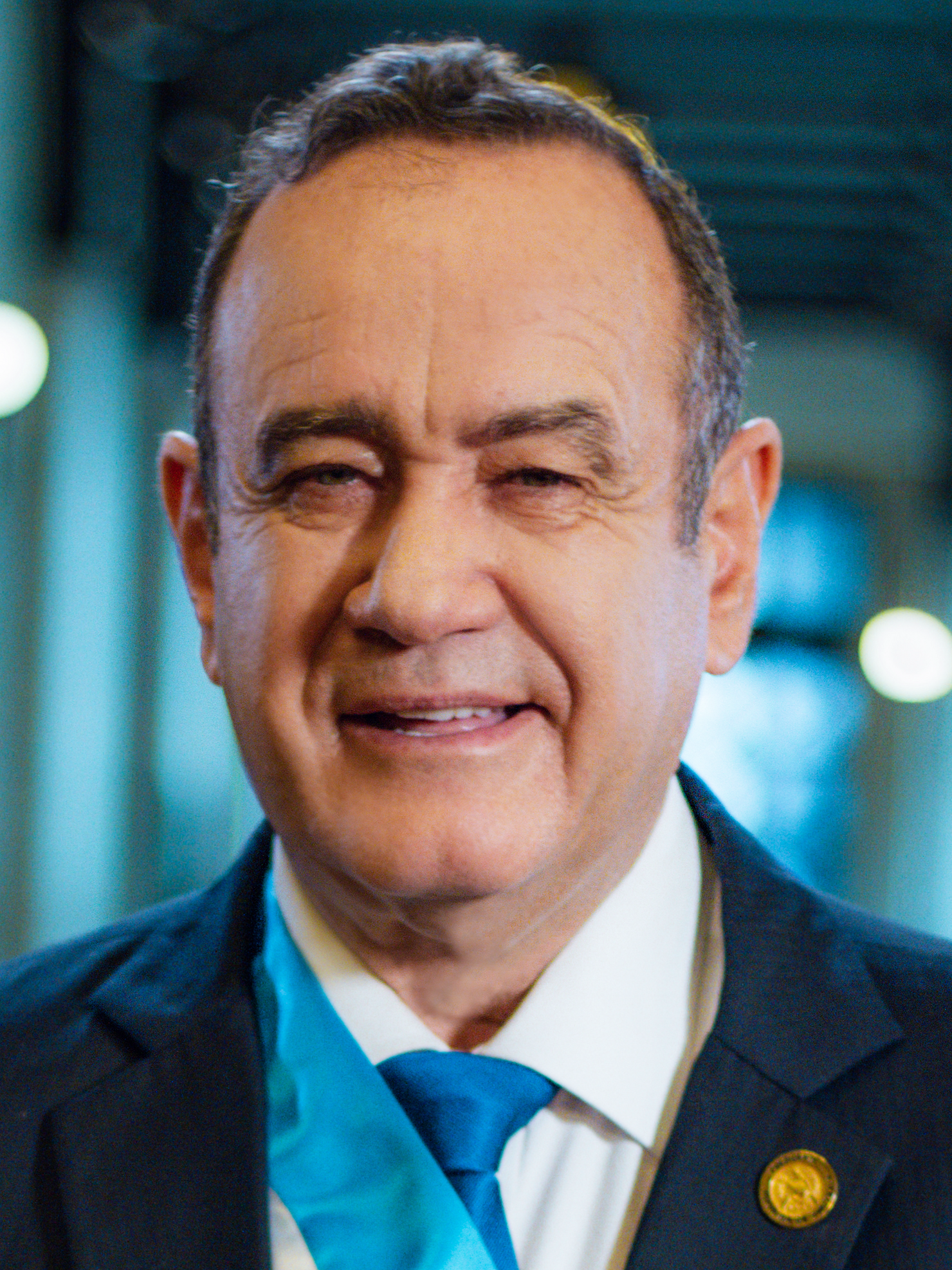
GUA Alejandro Giammattei 2020–2024
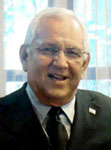
HON Roberto Micheletti 2009-2010
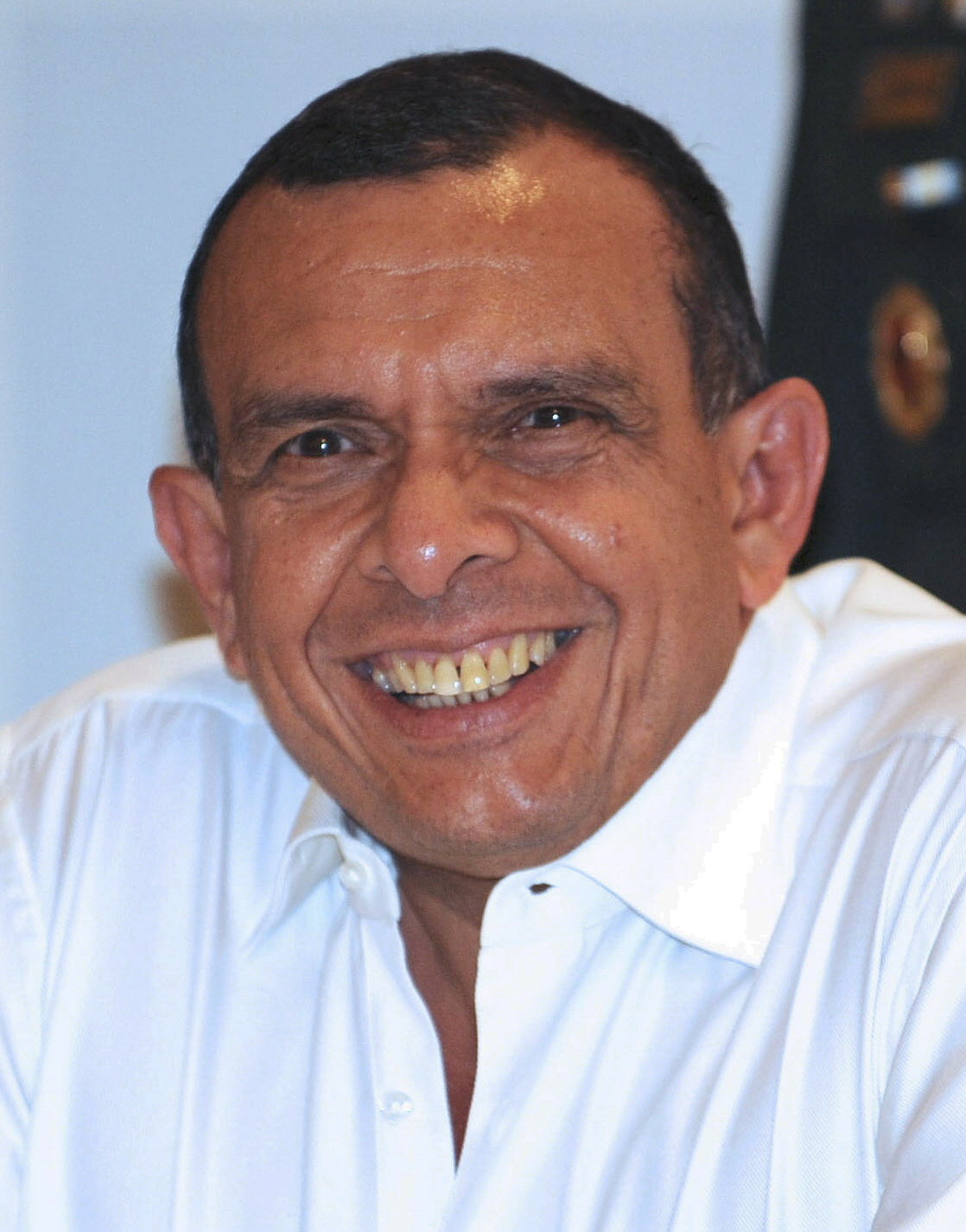
HON Porfirio Lobo 2010–2014
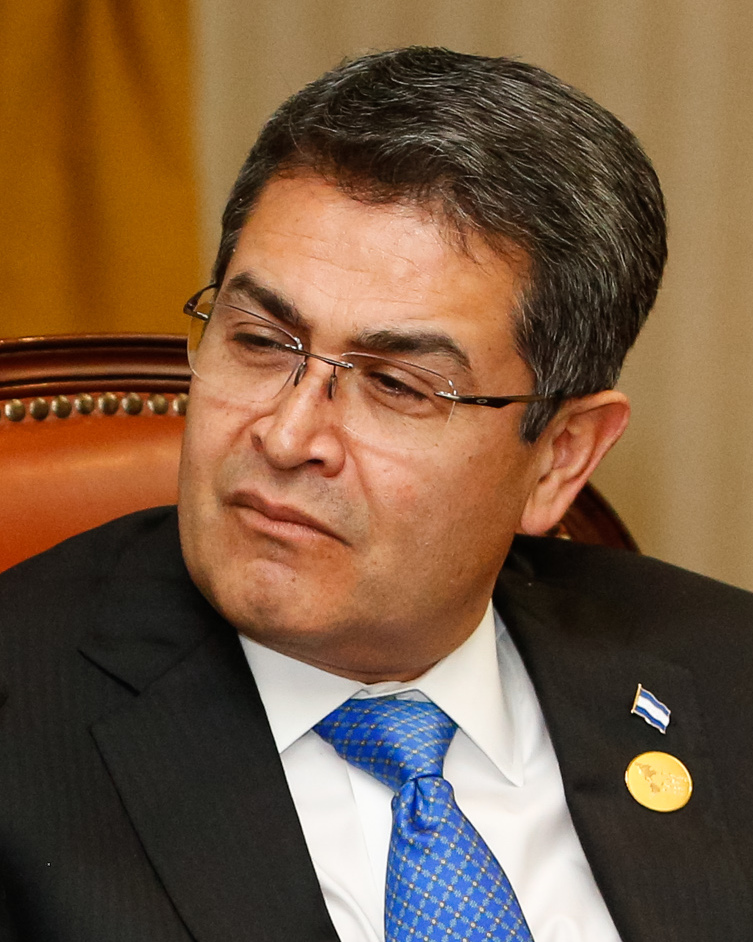
HON Juan Orlando Hernández 2014–2022
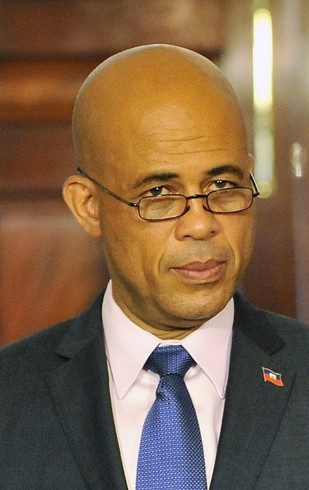
' Michel Martelly 2011-2016
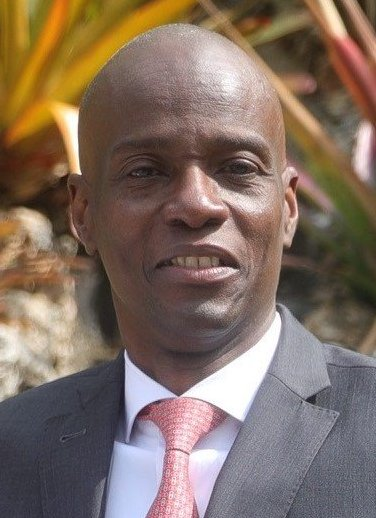
' Jovenel Moïse 2017-2021
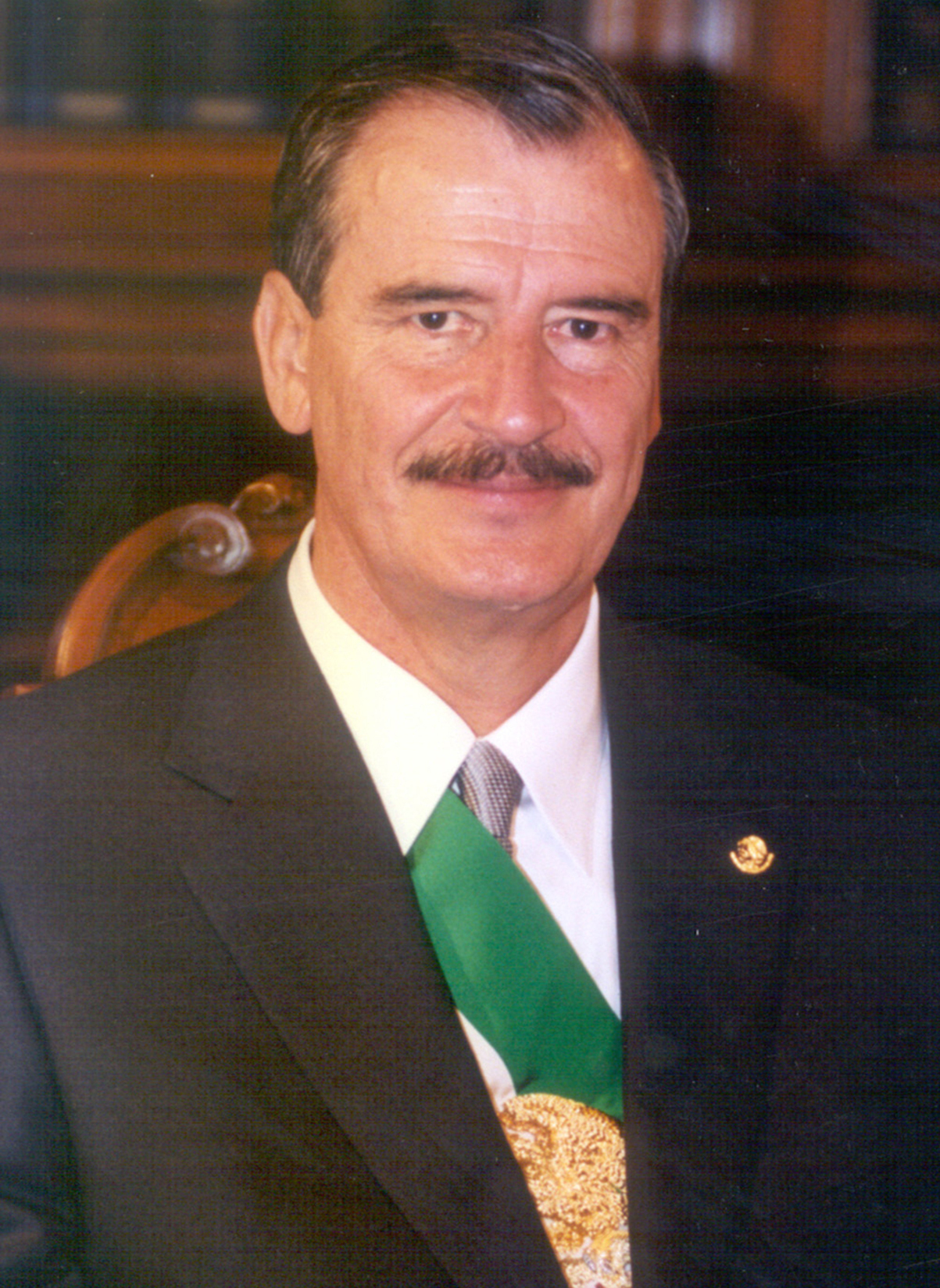
MEX Vicente Fox* 2000–2006
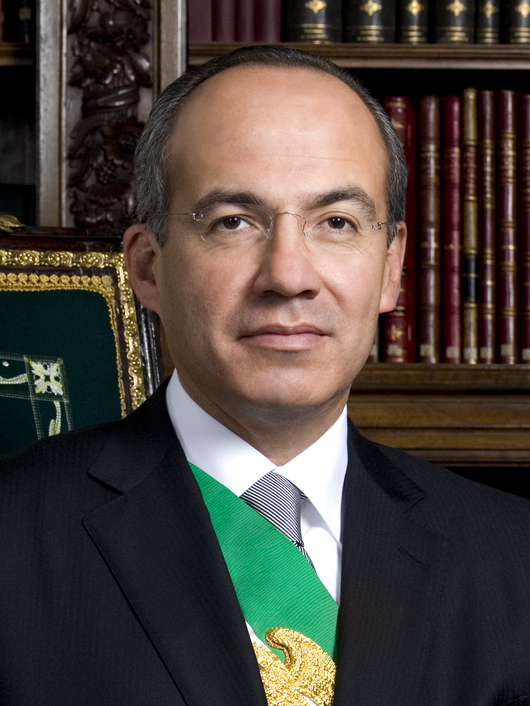
MEX Felipe Calderón* 2006–2012
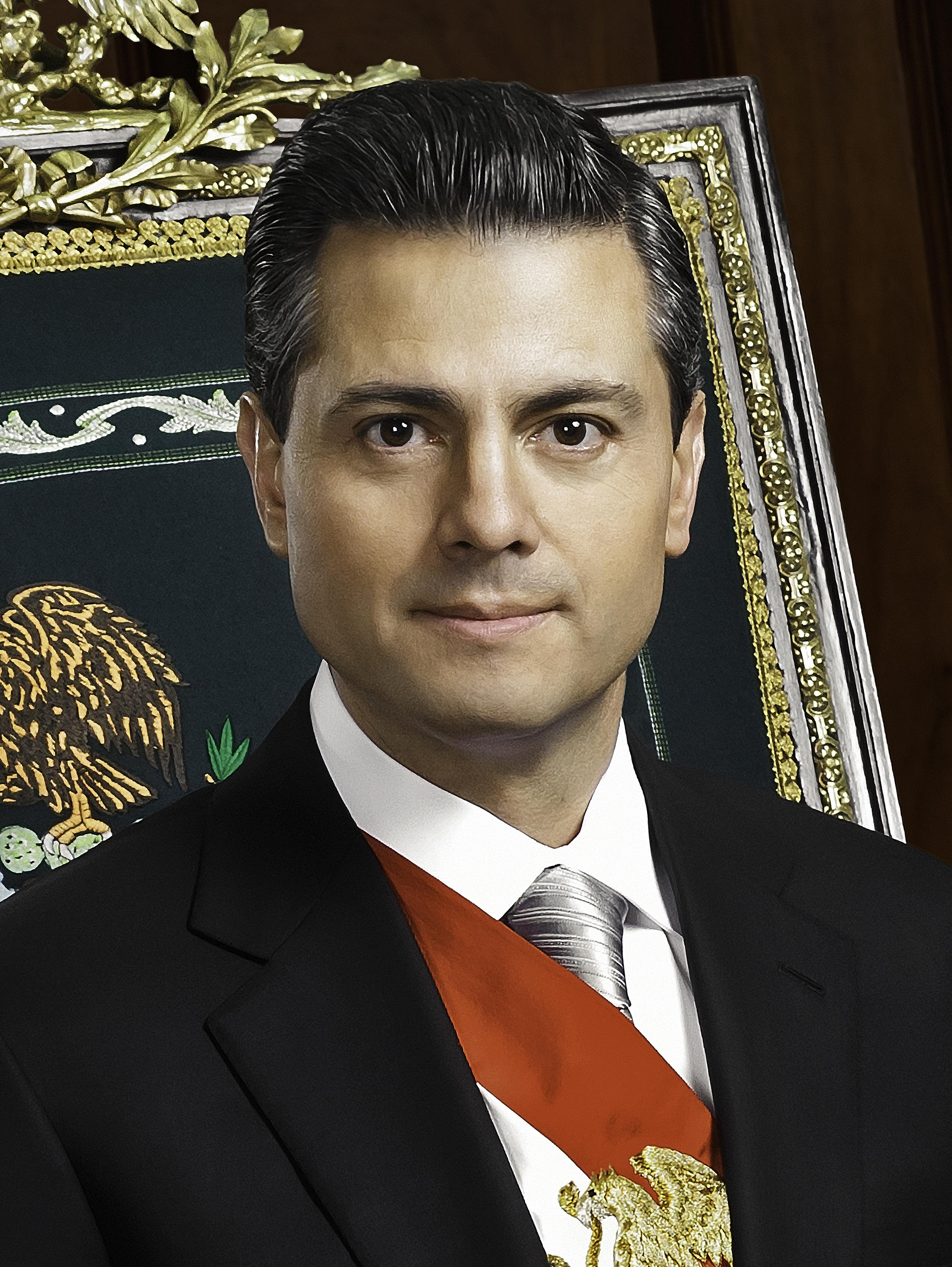
MEX Enrique Peña Nieto* 2012–2018
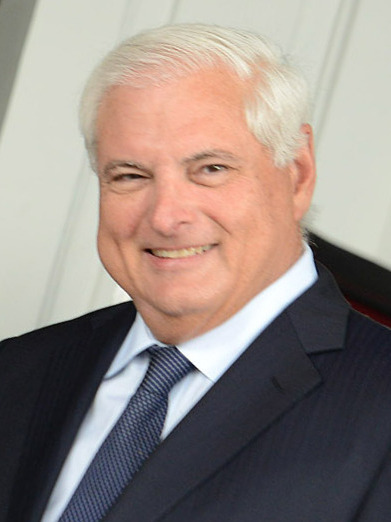
PAN Ricardo Martinelli* 2009–2014
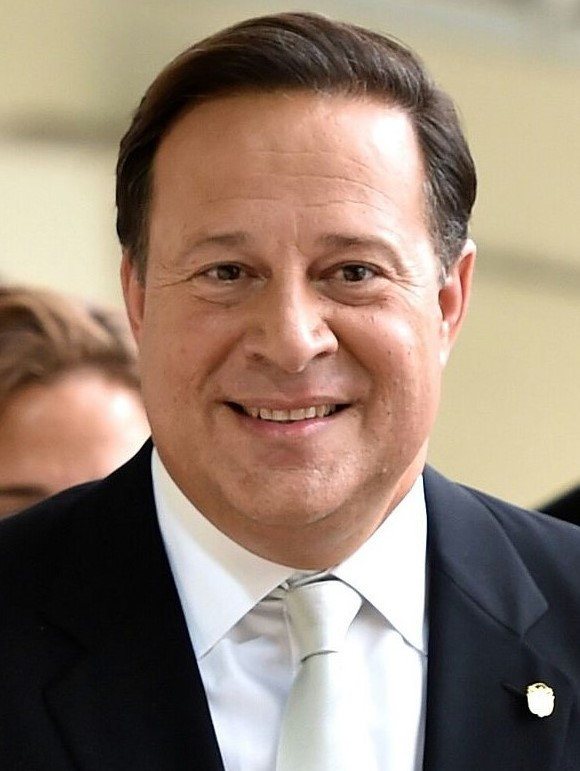
PAN Juan Carlos Varela* 2014–2019

- La reelección de Nayib Bukele en las elecciones presidenciales de El Salvador de 2024.
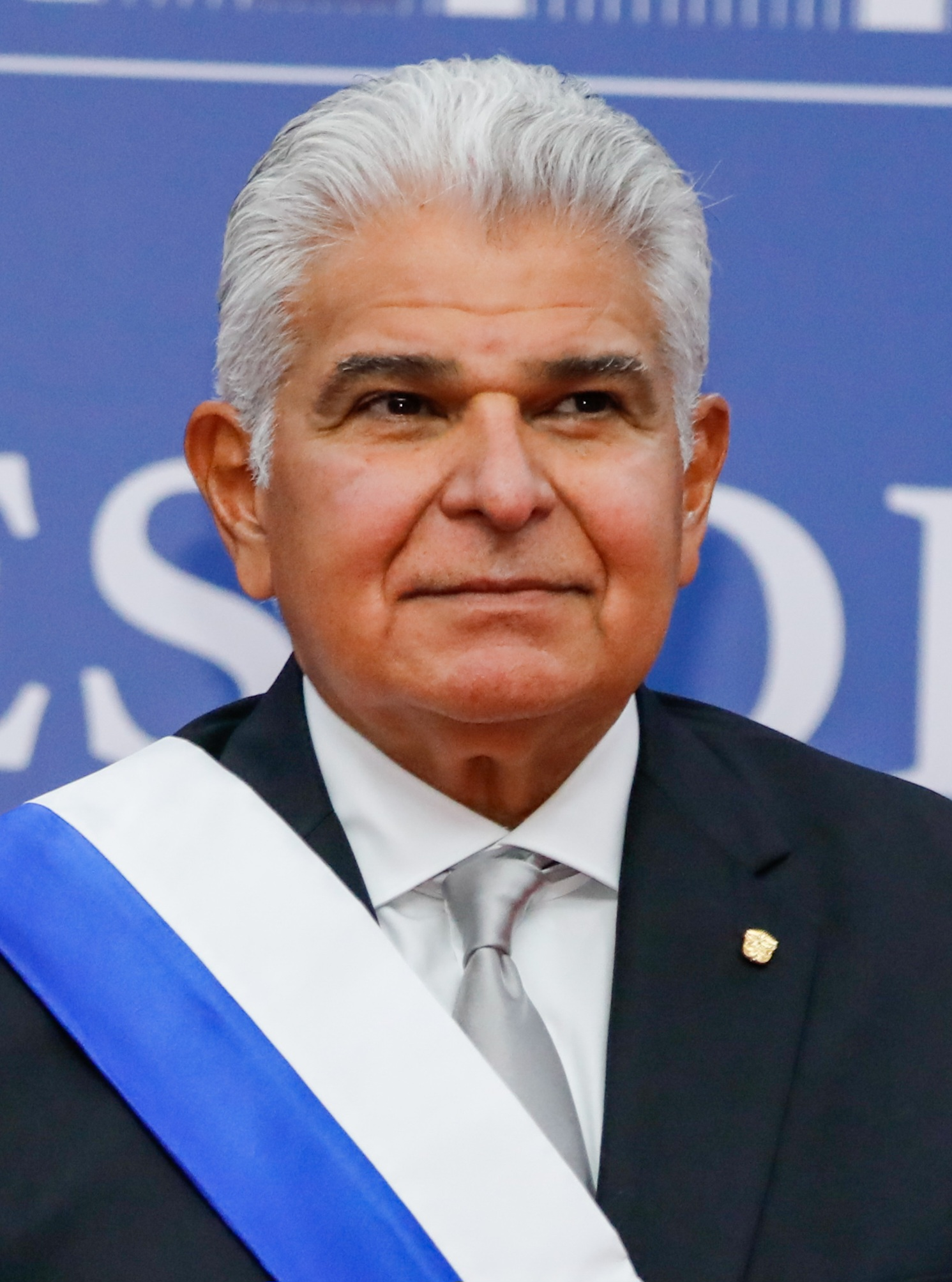
El triunfo de José Raúl Mulino en las elecciones generales panameñas de mayo de 2024.
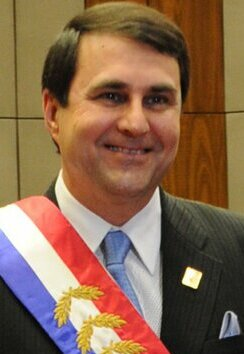
PAR Federico Franco 2012–2013
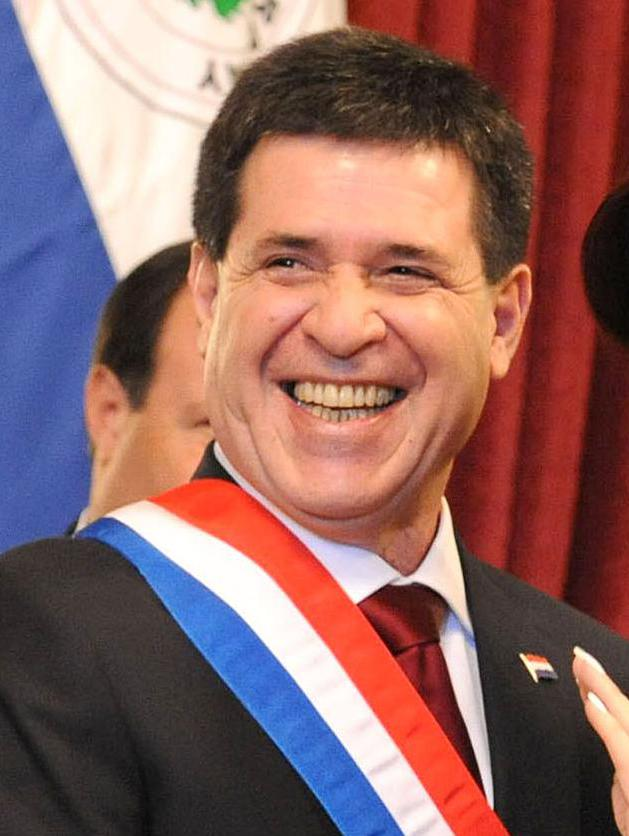
PAR Horacio Cartes** 2013–2018
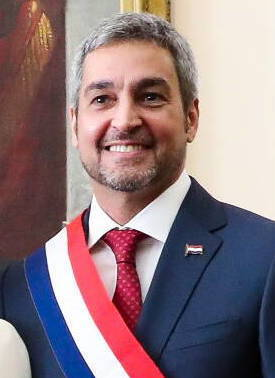
PAR Mario Abdo Benítez 2018–2023
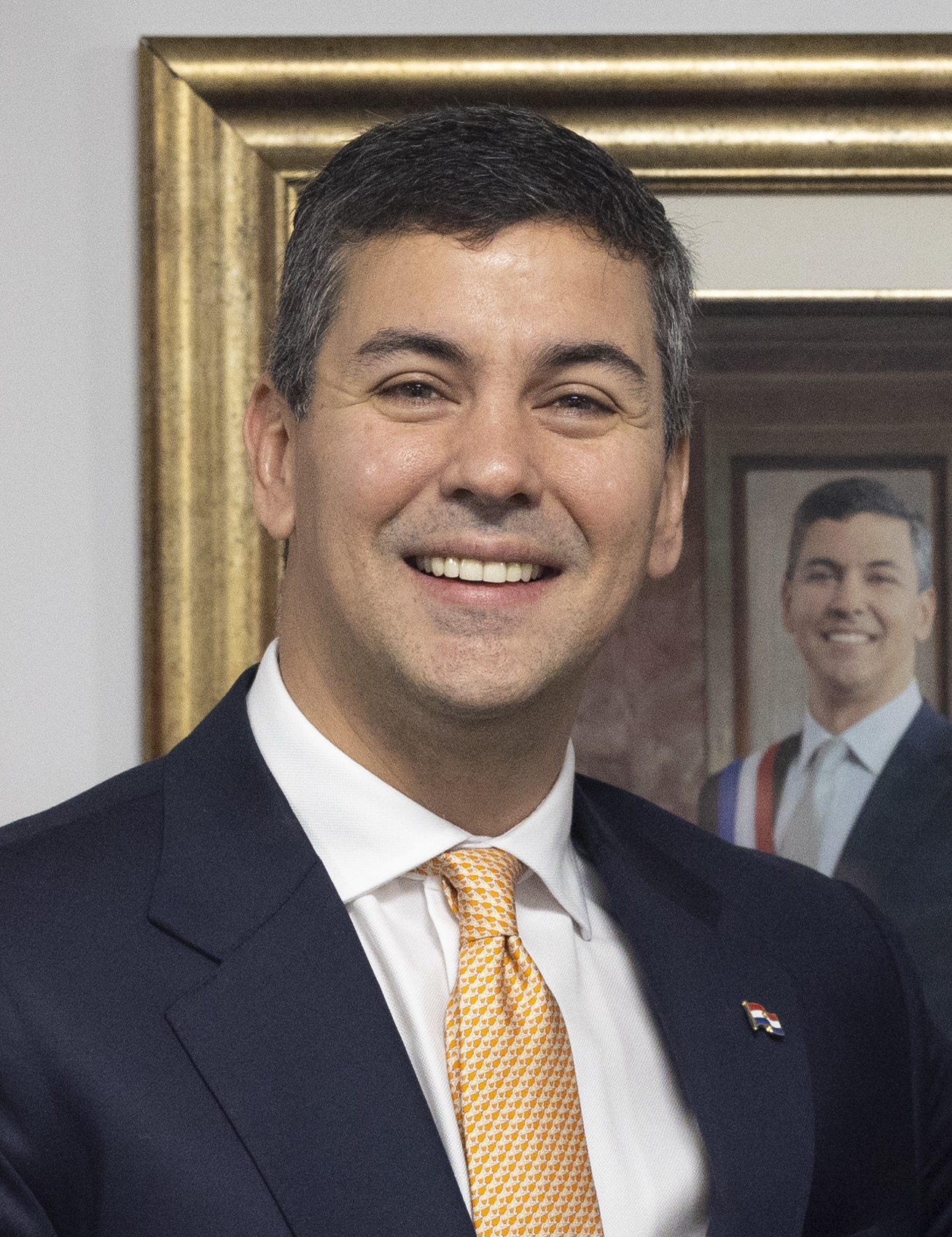
' Santiago Peña** 2023-actualidad
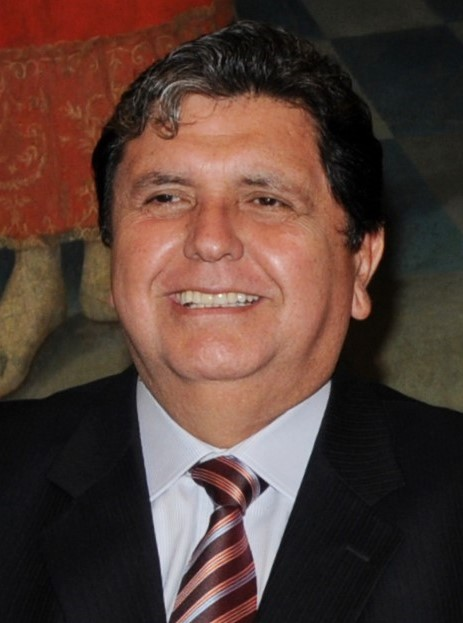
PER Alan García* 2006–2011
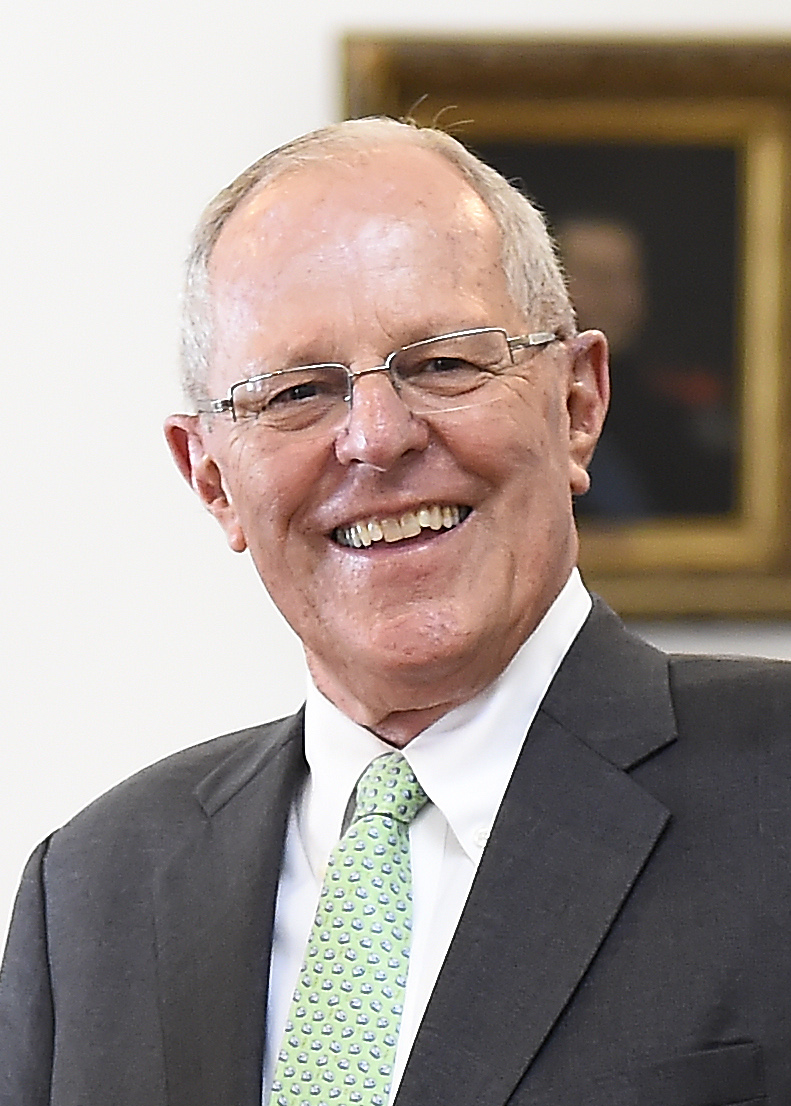
PER Pedro Pablo Kuczynski* 2016–2018
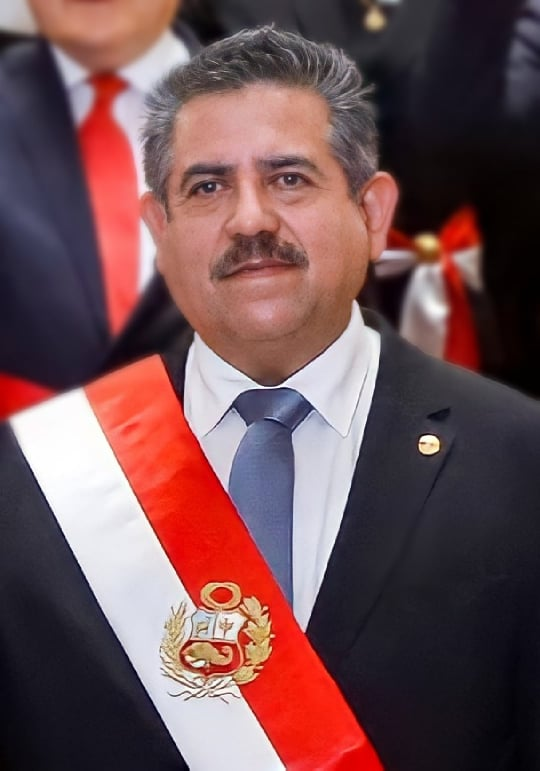
PER Manuel Merino 2020
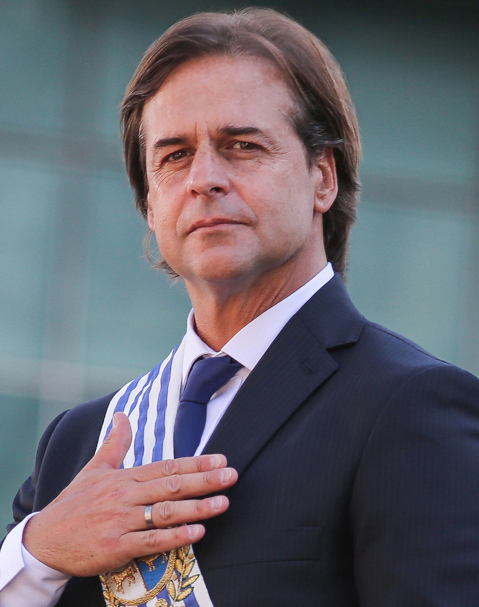
URU Luis Lacalle Pou* 2020–2025

## Gobiernos
A continuación, los presidentes de derecha y centroderecha que han ocupado cargos como presidente en América Latina desde 2010. 
Nota: Los presidentes con un asterisco (*) son considerados de centroderecha. Los presidentes con doble asterisco (**) son los llamados ultraconservadores.
- Argentina
Mauricio Macri*
2015–2019
- Argentina
Javier Milei**[110]
2023-actualidad
- Bolivia
Jeanine Áñez**[111]
2019–2020
- Brasil
Michel Temer*
2016–2019
- Brasil
Jair Bolsonaro**[112]
2019–2023
- Chile
Sebastián Piñera*
2010–2014
2018–2022
- Colombia
Álvaro Uribe Vélez**
2002-2010
- Colombia
Juan Manuel Santos*
2010–2018
- Colombia
Iván Duque**
2018–2022
- Costa Rica
Laura Chinchilla*
2010-2014
- Costa Rica
Rodrigo Chaves*
2022-actualidad
- Ecuador
Lenín Moreno*
2017-2021
- Ecuador
Guillermo Lasso*
2021–2023
- Ecuador
Daniel Noboa*
2023-actualidad
- El Salvador
Nayib Bukele**
2019–actualidad
- Guatemala
Otto Pérez Molina
2012–2015
- Guatemala
Alejandro Maldonado
2015–2016
- Guatemala
Jimmy Morales
2016–2020
- Guatemala
Alejandro Giammattei
2020–2024
- Honduras
Roberto Micheletti
2009-2010
- Honduras
Porfirio Lobo
2010–2014
- Honduras
Juan Orlando Hernández
2014–2022
- Haití
Michel Martelly
2011-2016
- Haití
Jovenel Moïse
2017-2021
- México
Vicente Fox*
2000–2006
- México
Felipe Calderón*
2006–2012
- México
Enrique Peña Nieto*
2012–2018
- Panamá
Ricardo Martinelli*
2009–2014
- Panamá
Juan Carlos Varela*
2014–2019
- Panamá
José Raúl Mulino
2024–presente
- Paraguay
Federico Franco
2012–2013
- Paraguay
Horacio Cartes**
2013–2018
- Paraguay
Mario Abdo Benítez
2018–2023
- Paraguay
Santiago Peña**[113]
2023-actualidad
- Perú
Alan García*
2006–2011
- Perú
Pedro Pablo Kuczynski*
2016–2018
- Perú
Manuel Merino
2020
- Uruguay
Luis Lacalle Pou*
2020–2025

## Línea del tiempo
La siguiente línea de tiempo comienza antes del inicio de la ola conservadora para ilustrar gráficamente el ascenso de los gobiernos conservadores a lo largo de los años.
JQ = Jorge Quiroga

GSL = Gonzalo Sánchez de Lozada

ERV = Eduardo Rodríguez Veltzé

AP = Andrés Pastrana

AM = Alejandro Maldonado

RM = Roberto Micheletti

AM = Arnoldo Alemán

MM = Manuel Merino